# Llista d'asteroides (358001-359000)
Llista d'asteroides del 358.001 al 359.000, amb data de descoberta i descobridor. És un fragment de la llista d'asteroides completa. Als asteroides se'ls dona un número quan es confirma la seva òrbita, per tant apareixen llistats aproximadament segons la data de descobriment.

## 358001-358100
| Nom    | Designació provisional | Data de descobriment | Lloc de descobriment | Descobridor/s     |
| ------ | ---------------------- | -------------------- | -------------------- | ----------------- |
| 358001 | 2006 DD69              | 20 de febrer de 2006 | Socorro              | LINEAR            |
| 358002 | 2006 DW69              | 20 de febrer de 2006 | Mount Lemmon         | Mt. Lemmon Survey |
| 358003 | 2006 DX72              | 22 de febrer de 2006 | Kitt Peak            | Spacewatch        |
| 358004 | 2006 DR73              | 23 de febrer de 2006 | Kitt Peak            | Spacewatch        |
| 358005 | 2006 DT78              | 24 de febrer de 2006 | Kitt Peak            | Spacewatch        |
| 358006 | 2006 DZ80              | 24 de febrer de 2006 | Kitt Peak            | Spacewatch        |
| 358007 | 2006 DM92              | 24 de febrer de 2006 | Kitt Peak            | Spacewatch        |
| 358008 | 2006 DG97              | 24 de febrer de 2006 | Kitt Peak            | Spacewatch        |
| 358009 | 2006 DG107             | 25 de febrer de 2006 | Mount Lemmon         | Mt. Lemmon Survey |
| 358010 | 2006 DW107             | 25 de febrer de 2006 | Kitt Peak            | Spacewatch        |
| 358011 | 2006 DW115             | 27 de febrer de 2006 | Kitt Peak            | Spacewatch        |
| 358012 | 2006 DO128             | 23 de gener de 2006  | Kitt Peak            | Spacewatch        |
| 358013 | 2006 DR137             | 25 de febrer de 2006 | Kitt Peak            | Spacewatch        |
| 358014 | 2006 DC144             | 25 de febrer de 2006 | Mount Lemmon         | Mt. Lemmon Survey |
| 358015 | 2006 DD155             | 25 de febrer de 2006 | Kitt Peak            | Spacewatch        |
| 358016 | 2006 DV164             | 27 de febrer de 2006 | Kitt Peak            | Spacewatch        |
| 358017 | 2006 DP171             | 27 de febrer de 2006 | Kitt Peak            | Spacewatch        |
| 358018 | 2006 DH174             | 27 de febrer de 2006 | Kitt Peak            | Spacewatch        |
| 358019 | 2006 DE176             | 27 de febrer de 2006 | Mount Lemmon         | Mt. Lemmon Survey |
| 358020 | 2006 DC185             | 27 de febrer de 2006 | Mount Lemmon         | Mt. Lemmon Survey |
| 358021 | 2006 DX191             | 5 de gener de 2006   | Mount Lemmon         | Mt. Lemmon Survey |
| 358022 | 2006 DR207             | 25 de febrer de 2006 | Mount Lemmon         | Mt. Lemmon Survey |
| 358023 | 2006 DL211             | 31 de gener de 2006  | Mount Lemmon         | Mt. Lemmon Survey |
| 358024 | 2006 EZ4               | 2 de març de 2006    | Kitt Peak            | Spacewatch        |
| 358025 | 2006 EH58              | 5 de març de 2006    | Kitt Peak            | Spacewatch        |
| 358026 | 2006 EU62              | 5 de març de 2006    | Kitt Peak            | Spacewatch        |
| 358027 | 2006 ED67              | 26 de gener de 2006  | Mount Lemmon         | Mt. Lemmon Survey |
| 358028 | 2006 FX7               | 23 de març de 2006   | Kitt Peak            | Spacewatch        |
| 358029 | 2006 FV9               | 2 de març de 1995    | Kitt Peak            | Spacewatch        |
| 358030 | 2006 FU12              | 23 de març de 2006   | Kitt Peak            | Spacewatch        |
| 358031 | 2006 FJ13              | 23 de març de 2006   | Kitt Peak            | Spacewatch        |
| 358032 | 2006 FB18              | 23 de març de 2006   | Kitt Peak            | Spacewatch        |
| 358033 | 2006 FD25              | 24 de març de 2006   | Kitt Peak            | Spacewatch        |
| 358034 | 2006 FA28              | 24 de març de 2006   | Mount Lemmon         | Mt. Lemmon Survey |
| 358035 | 2006 FS34              | 24 de març de 2006   | Catalina             | CSS               |
| 358036 | 2006 FF37              | 24 de març de 2006   | Socorro              | LINEAR            |
| 358037 | 2006 FU52              | 23 de març de 2006   | Kitt Peak            | Spacewatch        |
| 358038 | 2006 GL6               | 2 d'abril de 2006    | Kitt Peak            | Spacewatch        |
| 358039 | 2006 GA21              | 2 d'abril de 2006    | Kitt Peak            | Spacewatch        |
| 358040 | 2006 GE21              | 2 d'abril de 2006    | Kitt Peak            | Spacewatch        |
| 358041 | 2006 GU22              | 2 d'abril de 2006    | Kitt Peak            | Spacewatch        |
| 358042 | 2006 GZ24              | 2 d'abril de 2006    | Kitt Peak            | Spacewatch        |
| 358043 | 2006 GF29              | 2 d'abril de 2006    | Kitt Peak            | Spacewatch        |
| 358044 | 2006 GB30              | 2 d'abril de 2006    | Mount Lemmon         | Mt. Lemmon Survey |
| 358045 | 2006 GL35              | 7 d'abril de 2006    | Catalina             | CSS               |
| 358046 | 2006 GR35              | 7 d'abril de 2006    | Catalina             | CSS               |
| 358047 | 2006 GM39              | 2 d'abril de 2006    | Catalina             | CSS               |
| 358048 | 2006 GB46              | 8 d'abril de 2006    | Kitt Peak            | Spacewatch        |
| 358049 | 2006 HZ12              | 19 d'abril de 2006   | Kitt Peak            | Spacewatch        |
| 358050 | 2006 HT17              | 20 d'abril de 2006   | Kitt Peak            | Spacewatch        |
| 358051 | 2006 HD19              | 18 d'abril de 2006   | Kitt Peak            | Spacewatch        |
| 358052 | 2006 HV19              | 19 d'abril de 2006   | Mount Lemmon         | Mt. Lemmon Survey |
| 358053 | 2006 HL22              | 20 d'abril de 2006   | Kitt Peak            | Spacewatch        |
| 358054 | 2006 HR22              | 20 d'abril de 2006   | Kitt Peak            | Spacewatch        |
| 358055 | 2006 HO25              | 20 d'abril de 2006   | Kitt Peak            | Spacewatch        |
| 358056 | 2006 HA28              | 20 d'abril de 2006   | Kitt Peak            | Spacewatch        |
| 358057 | 2006 HQ32              | 19 d'abril de 2006   | Mount Lemmon         | Mt. Lemmon Survey |
| 358058 | 2006 HZ35              | 20 d'abril de 2006   | Kitt Peak            | Spacewatch        |
| 358059 | 2006 HE43              | 24 d'abril de 2006   | Mount Lemmon         | Mt. Lemmon Survey |
| 358060 | 2006 HR49              | 25 d'abril de 2006   | Socorro              | LINEAR            |
| 358061 | 2006 HA63              | 24 d'abril de 2006   | Kitt Peak            | Spacewatch        |
| 358062 | 2006 HS66              | 2 d'abril de 2006    | Kitt Peak            | Spacewatch        |
| 358063 | 2006 HE67              | 24 d'abril de 2006   | Kitt Peak            | Spacewatch        |
| 358064 | 2006 HP70              | 25 d'abril de 2006   | Kitt Peak            | Spacewatch        |
| 358065 | 2006 HH78              | 25 de març de 2006   | Kitt Peak            | Spacewatch        |
| 358066 | 2006 HV80              | 26 d'abril de 2006   | Kitt Peak            | Spacewatch        |
| 358067 | 2006 HO81              | 26 d'abril de 2006   | Kitt Peak            | Spacewatch        |
| 358068 | 2006 HY84              | 26 d'abril de 2006   | Kitt Peak            | Spacewatch        |
| 358069 | 2006 HA89              | 8 d'abril de 2006    | Catalina             | CSS               |
| 358070 | 2006 HY98              | 30 d'abril de 2006   | Kitt Peak            | Spacewatch        |
| 358071 | 2006 HB105             | 21 d'abril de 2006   | Catalina             | CSS               |
| 358072 | 2006 HF107             | 30 d'abril de 2006   | Kitt Peak            | Spacewatch        |
| 358073 | 2006 HJ107             | 30 d'abril de 2006   | Kitt Peak            | Spacewatch        |
| 358074 | 2006 HD112             | 8 d'abril de 2006    | Kitt Peak            | Spacewatch        |
| 358075 | 2006 JR3               | 2 de maig de 2006    | Kitt Peak            | Spacewatch        |
| 358076 | 2006 JA4               | 2 de maig de 2006    | Mount Lemmon         | Mt. Lemmon Survey |
| 358077 | 2006 JM5               | 3 de maig de 2006    | Mount Lemmon         | Mt. Lemmon Survey |
| 358078 | 2006 JQ7               | 1 de maig de 2006    | Kitt Peak            | Spacewatch        |
| 358079 | 2006 JE10              | 1 de maig de 2006    | Kitt Peak            | Spacewatch        |
| 358080 | 2006 JW11              | 1 de maig de 2006    | Kitt Peak            | Spacewatch        |
| 358081 | 2006 JG16              | 2 de maig de 2006    | Mount Lemmon         | Mt. Lemmon Survey |
| 358082 | 2006 JG18              | 2 de maig de 2006    | Mount Lemmon         | Mt. Lemmon Survey |
| 358083 | 2006 JW19              | 2 de maig de 2006    | Kitt Peak            | Spacewatch        |
| 358084 | 2006 JD26              | 3 de maig de 2006    | Reedy Creek          | J. Broughton      |
| 358085 | 2006 JG26              | 3 de maig de 2006    | Reedy Creek          | J. Broughton      |
| 358086 | 2006 JT29              | 3 de maig de 2006    | Kitt Peak            | Spacewatch        |
| 358087 | 2006 JA30              | 3 de maig de 2006    | Kitt Peak            | Spacewatch        |
| 358088 | 2006 JX31              | 3 de maig de 2006    | Kitt Peak            | Spacewatch        |
| 358089 | 2006 JE44              | 7 de febrer de 2002  | Kitt Peak            | Spacewatch        |
| 358090 | 2006 JD50              | 2 de maig de 2006    | Mount Lemmon         | Mt. Lemmon Survey |
| 358091 | 2006 JH59              | 1 de maig de 2006    | Kitt Peak            | M. W. Buie        |
| 358092 | 2006 JF80              | 9 de maig de 2006    | Mount Lemmon         | Mt. Lemmon Survey |
| 358093 | 2006 KQ3               | 19 de maig de 2006   | Mount Lemmon         | Mt. Lemmon Survey |
| 358094 | 2006 KU3               | 19 de maig de 2006   | Mount Lemmon         | Mt. Lemmon Survey |
| 358095 | 2006 KG9               | 19 de maig de 2006   | Mount Lemmon         | Mt. Lemmon Survey |
| 358096 | 2006 KN19              | 22 de maig de 2006   | Mount Lemmon         | Mt. Lemmon Survey |
| 358097 | 2006 KQ20              | 21 de maig de 2006   | Catalina             | CSS               |
| 358098 | 2006 KL25              | 19 de maig de 2006   | Mount Lemmon         | Mt. Lemmon Survey |
| 358099 | 2006 KH40              | 18 de maig de 2006   | Palomar              | NEAT              |
| 358100 | 2006 KD42              | 20 de maig de 2006   | Kitt Peak            | Spacewatch        |

## 358101-358200
| Nom    | Designació provisional | Data de descobriment   | Lloc de descobriment | Descobridor/s            |
| ------ | ---------------------- | ---------------------- | -------------------- | ------------------------ |
| 358101 | 2006 KO50              | 21 de maig de 2006     | Kitt Peak            | Spacewatch               |
| 358102 | 2006 KF63              | 23 de maig de 2006     | Mount Lemmon         | Mt. Lemmon Survey        |
| 358103 | 2006 KL81              | 13 de febrer de 2002   | Apache Point         | Sloan Digital Sky Survey |
| 358104 | 2006 KR86              | 26 de maig de 2006     | Socorro              | LINEAR                   |
| 358105 | 2006 KT90              | 24 de maig de 2006     | Mount Lemmon         | Mt. Lemmon Survey        |
| 358106 | 2006 KA97              | 25 de maig de 2006     | Kitt Peak            | Spacewatch               |
| 358107 | 2006 KH106             | 31 de maig de 2006     | Mount Lemmon         | Mt. Lemmon Survey        |
| 358108 | 2006 KF115             | 29 de maig de 2006     | Kitt Peak            | Spacewatch               |
| 358109 | 2006 KZ123             | 30 de maig de 2006     | Siding Spring        | Siding Spring Survey     |
| 358110 | 2006 OF                | 16 de juliol de 2006   | Needville            | Needville                |
| 358111 | 2006 OV6               | 21 de juliol de 2006   | Mount Lemmon         | Mt. Lemmon Survey        |
| 358112 | 2006 OH13              | 21 de juliol de 2006   | Catalina             | CSS                      |
| 358113 | 2006 OP20              | 18 de juliol de 2006   | Siding Spring        | Siding Spring Survey     |
| 358114 | 2006 PM4               | 12 d'agost de 2006     | Palomar              | NEAT                     |
| 358115 | 2006 PO11              | 13 d'agost de 2006     | Palomar              | NEAT                     |
| 358116 | 2006 PZ12              | 14 d'agost de 2006     | Siding Spring        | Siding Spring Survey     |
| 358117 | 2006 PC15              | 15 d'agost de 2006     | Palomar              | NEAT                     |
| 358118 | 2006 PX19              | 13 d'agost de 2006     | Palomar              | NEAT                     |
| 358119 | 2006 PN20              | 15 d'agost de 2006     | Palomar              | NEAT                     |
| 358120 | 2006 PK25              | 13 d'agost de 2006     | Palomar              | NEAT                     |
| 358121 | 2006 PD26              | 15 d'agost de 2006     | Palomar              | NEAT                     |
| 358122 | 2006 PQ29              | 12 d'agost de 2006     | Palomar              | NEAT                     |
| 358123 | 2006 PD36              | 12 d'agost de 2006     | Palomar              | NEAT                     |
| 358124 | 2006 PE41              | 14 d'agost de 2006     | Palomar              | NEAT                     |
| 358125 | 2006 QT20              | 18 d'agost de 2006     | Anderson Mesa        | LONEOS                   |
| 358126 | 2006 QB32              | 18 d'agost de 2006     | Anderson Mesa        | LONEOS                   |
| 358127 | 2006 QS32              | 22 d'agost de 2006     | Palomar              | NEAT                     |
| 358128 | 2006 QM53              | 24 d'agost de 2006     | Palomar              | NEAT                     |
| 358129 | 2006 QJ54              | 16 d'agost de 2006     | Siding Spring        | Siding Spring Survey     |
| 358130 | 2006 QP83              | 27 d'agost de 2006     | Kitt Peak            | Spacewatch               |
| 358131 | 2006 QQ111             | 21 d'agost de 2006     | Kitt Peak            | Spacewatch               |
| 358132 | 2006 QC121             | 27 d'agost de 2006     | Anderson Mesa        | LONEOS                   |
| 358133 | 2006 QN121             | 29 d'agost de 2006     | Catalina             | CSS                      |
| 358134 | 2006 QU126             | 16 d'agost de 2006     | Palomar              | NEAT                     |
| 358135 | 2006 QC131             | 20 d'agost de 2006     | Palomar              | NEAT                     |
| 358136 | 2006 QP133             | 24 d'agost de 2006     | Socorro              | LINEAR                   |
| 358137 | 2006 QV133             | 24 d'agost de 2006     | Socorro              | LINEAR                   |
| 358138 | 2006 QP142             | 29 d'agost de 2006     | Anderson Mesa        | LONEOS                   |
| 358139 | 2006 QZ145             | 18 d'agost de 2006     | Kitt Peak            | Spacewatch               |
| 358140 | 2006 QA148             | 18 d'agost de 2006     | Kitt Peak            | Spacewatch               |
| 358141 | 2006 QZ179             | 23 d'agost de 2006     | Cerro Tololo         | M. W. Buie               |
| 358142 | 2006 QK182             | 28 d'agost de 2006     | Apache Point         | A. C. Becker             |
| 358143 | 2006 QZ183             | 18 d'agost de 2006     | Kitt Peak            | Spacewatch               |
| 358144 | 2006 QH185             | 28 d'agost de 2006     | Kitt Peak            | Spacewatch               |
| 358145 | 2006 RU8               | 12 de setembre de 2006 | Catalina             | CSS                      |
| 358146 | 2006 RA13              | 14 de setembre de 2006 | Kitt Peak            | Spacewatch               |
| 358147 | 2006 RB17              | 14 de setembre de 2006 | Palomar              | NEAT                     |
| 358148 | 2006 RJ40              | 13 de setembre de 2006 | Palomar              | NEAT                     |
| 358149 | 2006 RO43              | 14 de setembre de 2006 | Kitt Peak            | Spacewatch               |
| 358150 | 2006 RS44              | 14 de setembre de 2006 | Kitt Peak            | Spacewatch               |
| 358151 | 2006 RE52              | 14 de setembre de 2006 | Kitt Peak            | Spacewatch               |
| 358152 | 2006 RH54              | 14 de setembre de 2006 | Kitt Peak            | Spacewatch               |
| 358153 | 2006 RN55              | 14 de setembre de 2006 | Kitt Peak            | Spacewatch               |
| 358154 | 2006 RT66              | 14 de setembre de 2006 | Kitt Peak            | Spacewatch               |
| 358155 | 2006 RF72              | 15 de setembre de 2006 | Kitt Peak            | Spacewatch               |
| 358156 | 2006 RT74              | 5 de juny de 2005      | Kitt Peak            | Spacewatch               |
| 358157 | 2006 RR75              | 15 de setembre de 2006 | Kitt Peak            | Spacewatch               |
| 358158 | 2006 RE80              | 15 de setembre de 2006 | Kitt Peak            | Spacewatch               |
| 358159 | 2006 RX85              | 15 de setembre de 2006 | Kitt Peak            | Spacewatch               |
| 358160 | 2006 RD86              | 15 de setembre de 2006 | Kitt Peak            | Spacewatch               |
| 358161 | 2006 RR90              | 15 de setembre de 2006 | Kitt Peak            | Spacewatch               |
| 358162 | 2006 RZ92              | 15 de setembre de 2006 | Kitt Peak            | Spacewatch               |
| 358163 | 2006 RY93              | 15 de setembre de 2006 | Kitt Peak            | Spacewatch               |
| 358164 | 2006 RN95              | 15 de setembre de 2006 | Kitt Peak            | Spacewatch               |
| 358165 | 2006 RX103             | 11 de setembre de 2006 | Apache Point         | A. C. Becker             |
| 358166 | 2006 RW112             | 9 d'abril de 1999      | Kitt Peak            | Spacewatch               |
| 358167 | 2006 RK119             | 14 de setembre de 2006 | Mauna Kea            | J. Masiero               |
| 358168 | 2006 SS12              | 16 de setembre de 2006 | Palomar              | NEAT                     |
| 358169 | 2006 SD14              | 17 de setembre de 2006 | Socorro              | LINEAR                   |
| 358170 | 2006 SH37              | 17 de setembre de 2006 | Kitt Peak            | Spacewatch               |
| 358171 | 2006 SO41              | 18 de setembre de 2006 | Kitt Peak            | Spacewatch               |
| 358172 | 2006 SL56              | 19 de setembre de 2006 | Catalina             | CSS                      |
| 358173 | 2006 SL57              | 18 de setembre de 2006 | Kitt Peak            | Spacewatch               |
| 358174 | 2006 SR57              | 20 de setembre de 2006 | Crni Vrh             | Crni Vrh                 |
| 358175 | 2006 SD62              | 18 de setembre de 2006 | Catalina             | CSS                      |
| 358176 | 2006 SA68              | 19 de setembre de 2006 | Kitt Peak            | Spacewatch               |
| 358177 | 2006 SY68              | 19 de setembre de 2006 | Kitt Peak            | Spacewatch               |
| 358178 | 2006 SQ69              | 19 de setembre de 2006 | Catalina             | CSS                      |
| 358179 | 2006 SZ77              | 23 de setembre de 2006 | Piszkesteto          | K. Sarneczky, Z. Kuli    |
| 358180 | 2006 ST78              | 16 de setembre de 2006 | Catalina             | CSS                      |
| 358181 | 2006 SX80              | 18 de setembre de 2006 | Kitt Peak            | Spacewatch               |
| 358182 | 2006 SQ81              | 18 de setembre de 2006 | Kitt Peak            | Spacewatch               |
| 358183 | 2006 SE82              | 18 de setembre de 2006 | Kitt Peak            | Spacewatch               |
| 358184 | 2006 SU85              | 18 de setembre de 2006 | Kitt Peak            | Spacewatch               |
| 358185 | 2006 SF89              | 18 de setembre de 2006 | Kitt Peak            | Spacewatch               |
| 358186 | 2006 ST89              | 18 de setembre de 2006 | Kitt Peak            | Spacewatch               |
| 358187 | 2006 SR95              | 18 de setembre de 2006 | Kitt Peak            | Spacewatch               |
| 358188 | 2006 SN96              | 18 de setembre de 2006 | Kitt Peak            | Spacewatch               |
| 358189 | 2006 SU97              | 18 de setembre de 2006 | Kitt Peak            | Spacewatch               |
| 358190 | 2006 SA99              | 18 de setembre de 2006 | Kitt Peak            | Spacewatch               |
| 358191 | 2006 SE99              | 18 de setembre de 2006 | Kitt Peak            | Spacewatch               |
| 358192 | 2006 SJ103             | 19 de setembre de 2006 | Kitt Peak            | Spacewatch               |
| 358193 | 2006 SH104             | 19 de setembre de 2006 | Kitt Peak            | Spacewatch               |
| 358194 | 2006 ST104             | 19 de setembre de 2006 | Kitt Peak            | Spacewatch               |
| 358195 | 2006 SL109             | 19 de setembre de 2006 | Kitt Peak            | Spacewatch               |
| 358196 | 2006 SP112             | 23 de setembre de 2006 | Kitt Peak            | Spacewatch               |
| 358197 | 2006 SB114             | 23 de setembre de 2006 | Kitt Peak            | Spacewatch               |
| 358198 | 2006 SQ132             | 16 de setembre de 2006 | Anderson Mesa        | LONEOS                   |
| 358199 | 2006 SO139             | 21 de setembre de 2006 | Anderson Mesa        | LONEOS                   |
| 358200 | 2006 SF148             | 19 de setembre de 2006 | Catalina             | CSS                      |

## 358201-358300
| Nom    | Designació provisional | Data de descobriment   | Lloc de descobriment | Descobridor/s            |
| ------ | ---------------------- | ---------------------- | -------------------- | ------------------------ |
| 358201 | 2006 SU153             | 20 de setembre de 2006 | Catalina             | CSS                      |
| 358202 | 2006 SL156             | 23 de setembre de 2006 | Kitt Peak            | Spacewatch               |
| 358203 | 2006 SV160             | 23 de setembre de 2006 | Kitt Peak            | Spacewatch               |
| 358204 | 2006 SK165             | 25 de setembre de 2006 | Kitt Peak            | Spacewatch               |
| 358205 | 2006 SJ173             | 25 de setembre de 2006 | Kitt Peak            | Spacewatch               |
| 358206 | 2006 SS184             | 25 de setembre de 2006 | Mount Lemmon         | Mt. Lemmon Survey        |
| 358207 | 2006 SP188             | 26 de setembre de 2006 | Kitt Peak            | Spacewatch               |
| 358208 | 2006 SF189             | 26 de setembre de 2006 | Kitt Peak            | Spacewatch               |
| 358209 | 2006 SM189             | 26 de setembre de 2006 | Kitt Peak            | Spacewatch               |
| 358210 | 2006 SJ192             | 26 de setembre de 2006 | Mount Lemmon         | Mt. Lemmon Survey        |
| 358211 | 2006 SL199             | 24 de setembre de 2006 | Kitt Peak            | Spacewatch               |
| 358212 | 2006 SX200             | 24 de setembre de 2006 | Kitt Peak            | Spacewatch               |
| 358213 | 2006 SL206             | 25 de setembre de 2006 | Mount Lemmon         | Mt. Lemmon Survey        |
| 358214 | 2006 SB207             | 25 de setembre de 2006 | Kitt Peak            | Spacewatch               |
| 358215 | 2006 SM208             | 26 de setembre de 2006 | Socorro              | LINEAR                   |
| 358216 | 2006 SR212             | 26 de setembre de 2006 | Catalina             | CSS                      |
| 358217 | 2006 SY213             | 16 de setembre de 2006 | Catalina             | CSS                      |
| 358218 | 2006 SK225             | 26 de setembre de 2006 | Kitt Peak            | Spacewatch               |
| 358219 | 2006 SH228             | 26 de setembre de 2006 | Kitt Peak            | Spacewatch               |
| 358220 | 2006 SM229             | 26 de setembre de 2006 | Kitt Peak            | Spacewatch               |
| 358221 | 2006 ST230             | 17 de setembre de 2006 | Catalina             | CSS                      |
| 358222 | 2006 SA234             | 18 de setembre de 2006 | Kitt Peak            | Spacewatch               |
| 358223 | 2006 SZ243             | 26 de setembre de 2006 | Kitt Peak            | Spacewatch               |
| 358224 | 2006 SQ244             | 26 de setembre de 2006 | Kitt Peak            | Spacewatch               |
| 358225 | 2006 SD255             | 26 de setembre de 2006 | Catalina             | CSS                      |
| 358226 | 2006 SM257             | 26 de setembre de 2006 | Kitt Peak            | Spacewatch               |
| 358227 | 2006 SA258             | 26 de setembre de 2006 | Kitt Peak            | Spacewatch               |
| 358228 | 2006 SL262             | 26 de setembre de 2006 | Mount Lemmon         | Mt. Lemmon Survey        |
| 358229 | 2006 SC265             | 26 de setembre de 2006 | Kitt Peak            | Spacewatch               |
| 358230 | 2006 SX278             | 28 de setembre de 2006 | Kitt Peak            | Spacewatch               |
| 358231 | 2006 SM290             | 18 de setembre de 2006 | Calvin-Rehoboth      | L. A. Molnar             |
| 358232 | 2006 SE293             | 25 de setembre de 2006 | Kitt Peak            | Spacewatch               |
| 358233 | 2006 SK302             | 27 de setembre de 2006 | Kitt Peak            | Spacewatch               |
| 358234 | 2006 SO310             | 27 de setembre de 2006 | Kitt Peak            | Spacewatch               |
| 358235 | 2006 SR326             | 27 de setembre de 2006 | Kitt Peak            | Spacewatch               |
| 358236 | 2006 SV331             | 28 de setembre de 2006 | Mount Lemmon         | Mt. Lemmon Survey        |
| 358237 | 2006 SN333             | 28 de setembre de 2006 | Kitt Peak            | Spacewatch               |
| 358238 | 2006 SD335             | 28 de setembre de 2006 | Kitt Peak            | Spacewatch               |
| 358239 | 2006 SO335             | 28 de setembre de 2006 | Kitt Peak            | Spacewatch               |
| 358240 | 2006 SK337             | 28 de setembre de 2006 | Kitt Peak            | Spacewatch               |
| 358241 | 2006 SQ337             | 28 de setembre de 2006 | Kitt Peak            | Spacewatch               |
| 358242 | 2006 SU341             | 28 de setembre de 2006 | Kitt Peak            | Spacewatch               |
| 358243 | 2006 SO343             | 21 de març de 1999     | Apache Point         | Sloan Digital Sky Survey |
| 358244 | 2006 SJ362             | 30 de setembre de 2006 | Mount Lemmon         | Mt. Lemmon Survey        |
| 358245 | 2006 SA366             | 30 de setembre de 2006 | Mount Lemmon         | Mt. Lemmon Survey        |
| 358246 | 2006 SS381             | 22 de setembre de 2006 | Apache Point         | A. C. Becker             |
| 358247 | 2006 SD408             | 27 de setembre de 2006 | Mount Lemmon         | Mt. Lemmon Survey        |
| 358248 | 2006 SF413             | 19 de setembre de 2006 | Kitt Peak            | Spacewatch               |
| 358249 | 2006 TZ5               | 2 d'octubre de 2006    | Mount Lemmon         | Mt. Lemmon Survey        |
| 358250 | 2006 TU10              | 11 d'octubre de 2006   | Kitt Peak            | Spacewatch               |
| 358251 | 2006 TH21              | 11 d'octubre de 2006   | Kitt Peak            | Spacewatch               |
| 358252 | 2006 TD24              | 12 d'octubre de 2006   | Palomar              | NEAT                     |
| 358253 | 2006 TO28              | 12 d'octubre de 2006   | Kitt Peak            | Spacewatch               |
| 358254 | 2006 TM33              | 12 d'octubre de 2006   | Kitt Peak            | Spacewatch               |
| 358255 | 2006 TN33              | 4 d'octubre de 2006    | Mount Lemmon         | Mt. Lemmon Survey        |
| 358256 | 2006 TX33              | 12 d'octubre de 2006   | Kitt Peak            | Spacewatch               |
| 358257 | 2006 TW34              | 12 d'octubre de 2006   | Kitt Peak            | Spacewatch               |
| 358258 | 2006 TL36              | 12 d'octubre de 2006   | Kitt Peak            | Spacewatch               |
| 358259 | 2006 TN40              | 12 d'octubre de 2006   | Kitt Peak            | Spacewatch               |
| 358260 | 2006 TC45              | 12 d'octubre de 2006   | Kitt Peak            | Spacewatch               |
| 358261 | 2006 TV45              | 12 d'octubre de 2006   | Kitt Peak            | Spacewatch               |
| 358262 | 2006 TZ53              | 12 d'octubre de 2006   | Kitt Peak            | Spacewatch               |
| 358263 | 2006 TX60              | 15 d'octubre de 2006   | Bergisch Gladbac     | W. Bickel                |
| 358264 | 2006 TO71              | 11 d'octubre de 2006   | Palomar              | NEAT                     |
| 358265 | 2006 TR91              | 13 d'octubre de 2006   | Kitt Peak            | Spacewatch               |
| 358266 | 2006 TU97              | 27 de setembre de 2006 | Mount Lemmon         | Mt. Lemmon Survey        |
| 358267 | 2006 TZ101             | 15 d'octubre de 2006   | Kitt Peak            | Spacewatch               |
| 358268 | 2006 TW106             | 15 d'octubre de 2006   | Catalina             | CSS                      |
| 358269 | 2006 TL109             | 4 d'octubre de 2006    | Mount Lemmon         | Mt. Lemmon Survey        |
| 358270 | 2006 TZ110             | 1 d'octubre de 2006    | Apache Point         | A. C. Becker             |
| 358271 | 2006 TF120             | 12 d'octubre de 2006   | Apache Point         | A. C. Becker             |
| 358272 | 2006 TG121             | 12 d'octubre de 2006   | Apache Point         | A. C. Becker             |
| 358273 | 2006 TR123             | 2 d'octubre de 2006    | Mount Lemmon         | Mt. Lemmon Survey        |
| 358274 | 2006 UD4               | 18 d'octubre de 2006   | Piszkesteto          | K. Sarneczky             |
| 358275 | 2006 UY13              | 17 d'octubre de 2006   | Mount Lemmon         | Mt. Lemmon Survey        |
| 358276 | 2006 UX16              | 16 d'octubre de 2006   | Junk Bond            | D. Healy                 |
| 358277 | 2006 UK21              | 16 d'octubre de 2006   | Kitt Peak            | Spacewatch               |
| 358278 | 2006 UO31              | 16 d'octubre de 2006   | Kitt Peak            | Spacewatch               |
| 358279 | 2006 UX33              | 16 d'octubre de 2006   | Kitt Peak            | Spacewatch               |
| 358280 | 2006 UN38              | 16 d'octubre de 2006   | Kitt Peak            | Spacewatch               |
| 358281 | 2006 UK40              | 16 d'octubre de 2006   | Kitt Peak            | Spacewatch               |
| 358282 | 2006 UQ41              | 16 d'octubre de 2006   | Kitt Peak            | Spacewatch               |
| 358283 | 2006 UU41              | 16 d'octubre de 2006   | Kitt Peak            | Spacewatch               |
| 358284 | 2006 US44              | 16 d'octubre de 2006   | Kitt Peak            | Spacewatch               |
| 358285 | 2006 UC47              | 16 d'octubre de 2006   | Kitt Peak            | Spacewatch               |
| 358286 | 2006 UD49              | 17 d'octubre de 2006   | Kitt Peak            | Spacewatch               |
| 358287 | 2006 UE61              | 19 d'octubre de 2006   | Kitt Peak            | Spacewatch               |
| 358288 | 2006 UT65              | 16 d'octubre de 2006   | Catalina             | CSS                      |
| 358289 | 2006 UM71              | 16 d'octubre de 2006   | Bergisch Gladbac     | W. Bickel                |
| 358290 | 2006 US86              | 17 d'octubre de 2006   | Mount Lemmon         | Mt. Lemmon Survey        |
| 358291 | 2006 UZ87              | 17 d'octubre de 2006   | Kitt Peak            | Spacewatch               |
| 358292 | 2006 UW94              | 18 d'octubre de 2006   | Kitt Peak            | Spacewatch               |
| 358293 | 2006 UE96              | 18 d'octubre de 2006   | Kitt Peak            | Spacewatch               |
| 358294 | 2006 UP96              | 18 d'octubre de 2006   | Kitt Peak            | Spacewatch               |
| 358295 | 2006 UG101             | 18 d'octubre de 2006   | Kitt Peak            | Spacewatch               |
| 358296 | 2006 UF102             | 18 d'octubre de 2006   | Kitt Peak            | Spacewatch               |
| 358297 | 2006 UA110             | 19 d'octubre de 2006   | Kitt Peak            | Spacewatch               |
| 358298 | 2006 UT117             | 19 d'octubre de 2006   | Kitt Peak            | Spacewatch               |
| 358299 | 2006 UK125             | 19 d'octubre de 2006   | Kitt Peak            | Spacewatch               |
| 358300 | 2006 UL127             | 19 d'octubre de 2006   | Kitt Peak            | Spacewatch               |

## 358301-358400
| Nom         | Designació provisional | Data de descobriment   | Lloc de descobriment | Descobridor/s       |
| ----------- | ---------------------- | ---------------------- | -------------------- | ------------------- |
| 358301      | 2006 US150             | 20 d'octubre de 2006   | Mount Lemmon         | Mt. Lemmon Survey   |
| 358302      | 2006 UZ160             | 21 d'octubre de 2006   | Mount Lemmon         | Mt. Lemmon Survey   |
| 358303      | 2006 UJ162             | 21 d'octubre de 2006   | Mount Lemmon         | Mt. Lemmon Survey   |
| 358304      | 2006 UW165             | 21 d'octubre de 2006   | Mount Lemmon         | Mt. Lemmon Survey   |
| 358305      | 2006 UC172             | 21 d'octubre de 2006   | Mount Lemmon         | Mt. Lemmon Survey   |
| 358306      | 2006 UA183             | 17 d'octubre de 2006   | Catalina             | CSS                 |
| 358307      | 2006 US185             | 15 de gener de 1999    | Kitt Peak            | Spacewatch          |
| 358308      | 2006 UO226             | 20 d'octubre de 2006   | Palomar              | NEAT                |
| 358309      | 2006 UK229             | 28 de setembre de 2006 | Mount Lemmon         | Mt. Lemmon Survey   |
| 358310      | 2006 UV240             | 23 d'octubre de 2006   | Mount Lemmon         | Mt. Lemmon Survey   |
| 358311      | 2006 UG255             | 20 d'octubre de 2006   | Socorro              | LINEAR              |
| 358312      | 2006 UQ266             | 27 d'octubre de 2006   | Kitt Peak            | Spacewatch          |
| 358313      | 2006 UG268             | 27 d'octubre de 2006   | Mount Lemmon         | Mt. Lemmon Survey   |
| 358314      | 2006 UW268             | 16 d'octubre de 2006   | Kitt Peak            | Spacewatch          |
| 358315      | 2006 UR270             | 27 d'octubre de 2006   | Mount Lemmon         | Mt. Lemmon Survey   |
| 358316      | 2006 UY271             | 27 d'octubre de 2006   | Kitt Peak            | Spacewatch          |
| 358317      | 2006 UX275             | 28 d'octubre de 2006   | Kitt Peak            | Spacewatch          |
| 358318      | 2006 UY288             | 31 d'octubre de 2006   | Mount Lemmon         | Mt. Lemmon Survey   |
| 358319      | 2006 UE290             | 31 d'octubre de 2006   | Kitt Peak            | Spacewatch          |
| 358320      | 2006 UX329             | 31 d'octubre de 2006   | Mount Lemmon         | Mt. Lemmon Survey   |
| 358321      | 2006 UY345             | 16 d'octubre de 2006   | Kitt Peak            | Spacewatch          |
| 358322      | 2006 UX360             | 27 d'octubre de 2006   | Mount Lemmon         | Mt. Lemmon Survey   |
| 358323      | 2006 UZ360             | 16 d'octubre de 2006   | Catalina             | CSS                 |
| 358324      | 2006 VT6               | 10 de novembre de 2006 | Kitt Peak            | Spacewatch          |
| 358325      | 2006 VL16              | 9 de novembre de 2006  | Kitt Peak            | Spacewatch          |
| 358326      | 2006 VH20              | 9 de novembre de 2006  | Kitt Peak            | Spacewatch          |
| 358327      | 2006 VA24              | 10 de novembre de 2006 | Kitt Peak            | Spacewatch          |
| 358328      | 2006 VB29              | 10 de novembre de 2006 | Kitt Peak            | Spacewatch          |
| 358329      | 2006 VQ45              | 14 de novembre de 2006 | Kitt Peak            | Spacewatch          |
| 358330      | 2006 VK62              | 28 de setembre de 2006 | Mount Lemmon         | Mt. Lemmon Survey   |
| 358331      | 2006 VF65              | 11 de novembre de 2006 | Kitt Peak            | Spacewatch          |
| 358332      | 2006 VT65              | 11 de novembre de 2006 | Kitt Peak            | Spacewatch          |
| 358333      | 2006 VY67              | 11 de novembre de 2006 | Kitt Peak            | Spacewatch          |
| 358334      | 2006 VL74              | 11 de novembre de 2006 | Kitt Peak            | Spacewatch          |
| 358335      | 2006 VH77              | 12 de novembre de 2006 | Mount Lemmon         | Mt. Lemmon Survey   |
| 358336      | 2006 VQ79              | 12 de novembre de 2006 | Mount Lemmon         | Mt. Lemmon Survey   |
| 358337      | 2006 VE81              | 31 d'octubre de 2006   | Mount Lemmon         | Mt. Lemmon Survey   |
| 358338      | 2006 VQ91              | 14 de novembre de 2006 | Mount Lemmon         | Mt. Lemmon Survey   |
| 358339      | 2006 VM103             | 12 de novembre de 2006 | Lulin                | H.-C. Lin, Q.-z. Ye |
| 358340      | 2006 VZ105             | 13 de novembre de 2006 | Mount Lemmon         | Mt. Lemmon Survey   |
| 358341      | 2006 VH112             | 13 de novembre de 2006 | Palomar              | NEAT                |
| 358342      | 2006 VC115             | 14 de novembre de 2006 | Mount Lemmon         | Mt. Lemmon Survey   |
| 358343      | 2006 VR135             | 15 de novembre de 2006 | Kitt Peak            | Spacewatch          |
| 358344      | 2006 VZ143             | 15 de novembre de 2006 | Catalina             | CSS                 |
| 358345      | 2006 WZ6               | 16 de novembre de 2006 | Mount Lemmon         | Mt. Lemmon Survey   |
| 358346      | 2006 WR19              | 2 d'octubre de 2006    | Mount Lemmon         | Mt. Lemmon Survey   |
| 358347      | 2006 WZ38              | 16 de novembre de 2006 | Kitt Peak            | Spacewatch          |
| 358348      | 2006 WQ48              | 16 de novembre de 2006 | Kitt Peak            | Spacewatch          |
| 358349      | 2006 WS61              | 17 de novembre de 2006 | Catalina             | CSS                 |
| 358350      | 2006 WE77              | 17 d'octubre de 2006   | Mount Lemmon         | Mt. Lemmon Survey   |
| 358351      | 2006 WX92              | 19 de novembre de 2006 | Kitt Peak            | Spacewatch          |
| 358352      | 2006 WV103             | 19 de novembre de 2006 | Kitt Peak            | Spacewatch          |
| 358353      | 2006 WZ103             | 19 de novembre de 2006 | Kitt Peak            | Spacewatch          |
| 358354      | 2006 WX109             | 19 de novembre de 2006 | Kitt Peak            | Spacewatch          |
| 358355      | 2006 WO111             | 11 de novembre de 2006 | Kitt Peak            | Spacewatch          |
| 358356      | 2006 WF116             | 27 d'octubre de 2006   | Kitt Peak            | Spacewatch          |
| 358357      | 2006 WL123             | 21 de novembre de 2006 | Mount Lemmon         | Mt. Lemmon Survey   |
| 358358      | 2006 WV143             | 20 de novembre de 2006 | Kitt Peak            | Spacewatch          |
| 358359      | 2006 WQ176             | 23 de novembre de 2006 | Mount Lemmon         | Mt. Lemmon Survey   |
| 358360      | 2006 WM188             | 31 d'octubre de 2006   | Mount Lemmon         | Mt. Lemmon Survey   |
| 358361      | 2006 WF193             | 11 de novembre de 2006 | Kitt Peak            | Spacewatch          |
| 358362      | 2006 WX197             | 25 de novembre de 2006 | Mount Lemmon         | Mt. Lemmon Survey   |
| 358363      | 2006 WK199             | 28 d'octubre de 2006   | Mount Lemmon         | Mt. Lemmon Survey   |
| 358364      | 2006 WL200             | 19 de novembre de 2006 | Kitt Peak            | Spacewatch          |
| 358365      | 2006 WL201             | 20 de novembre de 2006 | Catalina             | CSS                 |
| 358366      | 2006 WW201             | 24 de novembre de 2006 | Mount Lemmon         | Mt. Lemmon Survey   |
| 358367      | 2006 XT8               | 9 de desembre de 2006  | Palomar              | NEAT                |
| 358368      | 2006 XW9               | 9 de desembre de 2006  | Kitt Peak            | Spacewatch          |
| 358369      | 2006 XE15              | 10 de desembre de 2006 | Kitt Peak            | Spacewatch          |
| 358370      | 2006 XC19              | 11 de desembre de 2006 | Kitt Peak            | Spacewatch          |
| 358371      | 2006 XM20              | 22 d'octubre de 2006   | Mount Lemmon         | Mt. Lemmon Survey   |
| 358372      | 2006 XN24              | 12 de desembre de 2006 | Catalina             | CSS                 |
| 358373      | 2006 XL27              | 1 de desembre de 2006  | Kitt Peak            | Spacewatch          |
| 358374      | 2006 XS36              | 11 de desembre de 2006 | Kitt Peak            | Spacewatch          |
| 358375      | 2006 XE37              | 11 de desembre de 2006 | Kitt Peak            | Spacewatch          |
| 358376 Gwyn | 2006 XT67              | 13 de desembre de 2006 | Mauna Kea            | D. D. Balam         |
| 358377      | 2006 XS69              | 13 de desembre de 2006 | Kitt Peak            | Spacewatch          |
| 358378      | 2006 XJ71              | 15 de desembre de 2006 | Kitt Peak            | Spacewatch          |
| 358379      | 2006 XY71              | 1 de desembre de 2006  | Mount Lemmon         | Mt. Lemmon Survey   |
| 358380      | 2006 XZ72              | 15 de desembre de 2006 | Kitt Peak            | Spacewatch          |
| 358381      | 2006 XJ73              | 15 de desembre de 2006 | Kitt Peak            | Spacewatch          |
| 358382      | 2006 YZ10              | 27 de novembre de 2006 | Mount Lemmon         | Mt. Lemmon Survey   |
| 358383      | 2006 YQ19              | 24 de desembre de 2006 | Bergisch Gladbac     | W. Bickel           |
| 358384      | 2006 YT29              | 21 de desembre de 2006 | Kitt Peak            | Spacewatch          |
| 358385      | 2006 YK32              | 16 de desembre de 2006 | Mount Lemmon         | Mt. Lemmon Survey   |
| 358386      | 2006 YE36              | 21 de desembre de 2006 | Kitt Peak            | Spacewatch          |
| 358387      | 2006 YP38              | 21 de desembre de 2006 | Kitt Peak            | Spacewatch          |
| 358388      | 2006 YJ42              | 22 de desembre de 2006 | Mount Lemmon         | Mt. Lemmon Survey   |
| 358389      | 2006 YT42              | 23 de desembre de 2006 | Catalina             | CSS                 |
| 358390      | 2006 YT45              | 12 de desembre de 2006 | Kitt Peak            | Spacewatch          |
| 358391      | 2006 YM51              | 27 de desembre de 2006 | Mount Lemmon         | Mt. Lemmon Survey   |
| 358392      | 2007 AR7               | 9 de gener de 2007     | Mount Lemmon         | Mt. Lemmon Survey   |
| 358393      | 2007 AJ22              | 15 de gener de 2007    | Kitt Peak            | Spacewatch          |
| 358394      | 2007 AE24              | 10 de gener de 2007    | Mount Lemmon         | Mt. Lemmon Survey   |
| 358395      | 2007 AP25              | 15 de gener de 2007    | Anderson Mesa        | LONEOS              |
| 358396      | 2007 AK30              | 10 de gener de 2007    | Mount Lemmon         | Mt. Lemmon Survey   |
| 358397      | 2007 AO31              | 10 de gener de 2007    | Kitt Peak            | Spacewatch          |
| 358398      | 2007 BD6               | 17 de gener de 2007    | Palomar              | NEAT                |
| 358399      | 2007 BE6               | 17 de gener de 2007    | Palomar              | NEAT                |
| 358400      | 2007 BD22              | 24 de gener de 2007    | Socorro              | LINEAR              |

## 358401-358500
| Nom    | Designació provisional | Data de descobriment   | Lloc de descobriment | Descobridor/s            |
| ------ | ---------------------- | ---------------------- | -------------------- | ------------------------ |
| 358401 | 2007 BL26              | 24 de gener de 2007    | Mount Lemmon         | Mt. Lemmon Survey        |
| 358402 | 2007 BJ35              | 24 de gener de 2007    | Mount Lemmon         | Mt. Lemmon Survey        |
| 358403 | 2007 BR40              | 24 de gener de 2007    | Mount Lemmon         | Mt. Lemmon Survey        |
| 358404 | 2007 BX43              | 24 de gener de 2007    | Catalina             | CSS                      |
| 358405 | 2007 BO54              | 24 de gener de 2007    | Kitt Peak            | Spacewatch               |
| 358406 | 2007 BM58              | 24 de gener de 2007    | Catalina             | CSS                      |
| 358407 | 2007 BJ71              | 28 de gener de 2007    | Mount Lemmon         | Mt. Lemmon Survey        |
| 358408 | 2007 BU79              | 26 de gener de 2007    | Kitt Peak            | Spacewatch               |
| 358409 | 2007 CE2               | 6 de febrer de 2007    | Kitt Peak            | Spacewatch               |
| 358410 | 2007 CT5               | 7 de febrer de 2007    | Catalina             | CSS                      |
| 358411 | 2007 CA7               | 13 de desembre de 2006 | Mount Lemmon         | Mt. Lemmon Survey        |
| 358412 | 2007 CN12              | 6 de febrer de 2007    | Kitt Peak            | Spacewatch               |
| 358413 | 2007 CS13              | 7 de febrer de 2007    | Kitt Peak            | Spacewatch               |
| 358414 | 2007 CS20              | 6 de febrer de 2007    | Mount Lemmon         | Mt. Lemmon Survey        |
| 358415 | 2007 CA24              | 8 de febrer de 2007    | Kitt Peak            | Spacewatch               |
| 358416 | 2007 CN24              | 8 de febrer de 2007    | Mount Lemmon         | Mt. Lemmon Survey        |
| 358417 | 2007 CN25              | 8 de febrer de 2007    | Kitt Peak            | Spacewatch               |
| 358418 | 2007 CV35              | 6 de febrer de 2007    | Mount Lemmon         | Mt. Lemmon Survey        |
| 358419 | 2007 CS36              | 6 de febrer de 2007    | Mount Lemmon         | Mt. Lemmon Survey        |
| 358420 | 2007 CP43              | 8 de febrer de 2007    | Kitt Peak            | Spacewatch               |
| 358421 | 2007 CO53              | 15 de febrer de 2007   | Palomar              | NEAT                     |
| 358422 | 2007 CX58              | 10 de febrer de 2007   | Catalina             | CSS                      |
| 358423 | 2007 CF61              | 15 de febrer de 2007   | Palomar              | NEAT                     |
| 358424 | 2007 CU62              | 15 de febrer de 2007   | Catalina             | CSS                      |
| 358425 | 2007 DV4               | 17 de febrer de 2007   | Kitt Peak            | Spacewatch               |
| 358426 | 2007 DC8               | 21 de febrer de 2007   | Eskridge             | G. Hug                   |
| 358427 | 2007 DZ13              | 17 de febrer de 2007   | Kitt Peak            | Spacewatch               |
| 358428 | 2007 DR14              | 8 de febrer de 2007    | Kitt Peak            | Spacewatch               |
| 358429 | 2007 DK15              | 7 d'octubre de 2004    | Kitt Peak            | Spacewatch               |
| 358430 | 2007 DM16              | 17 de febrer de 2007   | Kitt Peak            | Spacewatch               |
| 358431 | 2007 DM18              | 17 de febrer de 2007   | Kitt Peak            | Spacewatch               |
| 358432 | 2007 DZ23              | 17 de febrer de 2007   | Kitt Peak            | Spacewatch               |
| 358433 | 2007 DC29              | 17 de febrer de 2007   | Kitt Peak            | Spacewatch               |
| 358434 | 2007 DB41              | 21 de febrer de 2007   | Catalina             | CSS                      |
| 358435 | 2007 DU41              | 16 de febrer de 2007   | Catalina             | CSS                      |
| 358436 | 2007 DG42              | 16 de febrer de 2007   | Palomar              | NEAT                     |
| 358437 | 2007 DU77              | 22 de febrer de 2007   | Anderson Mesa        | LONEOS                   |
| 358438 | 2007 DZ82              | 23 de febrer de 2007   | Catalina             | CSS                      |
| 358439 | 2007 DL86              | 23 de febrer de 2007   | Mount Lemmon         | Mt. Lemmon Survey        |
| 358440 | 2007 DP90              | 23 de febrer de 2007   | Kitt Peak            | Spacewatch               |
| 358441 | 2007 DB94              | 23 de febrer de 2007   | Kitt Peak            | Spacewatch               |
| 358442 | 2007 DF98              | 25 de febrer de 2007   | Mount Lemmon         | Mt. Lemmon Survey        |
| 358443 | 2007 DF99              | 25 de febrer de 2007   | Mount Lemmon         | Mt. Lemmon Survey        |
| 358444 | 2007 DV116             | 21 de febrer de 2007   | Catalina             | CSS                      |
| 358445 | 2007 DC117             | 17 de febrer de 2007   | Goodricke-Pigott     | R. A. Tucker             |
| 358446 | 2007 DJ117             | 25 de febrer de 2007   | Mount Lemmon         | Mt. Lemmon Survey        |
| 358447 | 2007 EB35              | 11 de març de 2007     | Kitt Peak            | Spacewatch               |
| 358448 | 2007 EC35              | 11 de març de 2007     | Kitt Peak            | Spacewatch               |
| 358449 | 2007 EM36              | 11 de març de 2007     | Anderson Mesa        | LONEOS                   |
| 358450 | 2007 EN54              | 12 de març de 2007     | Mount Lemmon         | Mt. Lemmon Survey        |
| 358451 | 2007 EM60              | 10 de març de 2007     | Kitt Peak            | Spacewatch               |
| 358452 | 2007 EZ82              | 12 de març de 2007     | Kitt Peak            | Spacewatch               |
| 358453 | 2007 EH88              | 14 de març de 2007     | Mount Lemmon         | Mt. Lemmon Survey        |
| 358454 | 2007 EX100             | 11 de març de 2007     | Mount Lemmon         | Mt. Lemmon Survey        |
| 358455 | 2007 EG131             | 9 de març de 2007      | Mount Lemmon         | Mt. Lemmon Survey        |
| 358456 | 2007 EP138             | 12 de març de 2007     | Kitt Peak            | Spacewatch               |
| 358457 | 2007 EA152             | 12 de març de 2007     | Mount Lemmon         | Mt. Lemmon Survey        |
| 358458 | 2007 EF157             | 17 de febrer de 2007   | Mount Lemmon         | Mt. Lemmon Survey        |
| 358459 | 2007 EG158             | 16 de febrer de 2007   | Catalina             | CSS                      |
| 358460 | 2007 EA162             | 15 de març de 2007     | Mount Lemmon         | Mt. Lemmon Survey        |
| 358461 | 2007 FS15              | 19 de març de 2007     | Anderson Mesa        | LONEOS                   |
| 358462 | 2007 FJ16              | 20 de març de 2007     | Mount Lemmon         | Mt. Lemmon Survey        |
| 358463 | 2007 GU68              | 26 de setembre de 2003 | Apache Point         | Sloan Digital Sky Survey |
| 358464 | 2007 HK60              | 20 d'abril de 2007     | Mount Lemmon         | Mt. Lemmon Survey        |
| 358465 | 2007 JQ45              | 11 de maig de 2007     | Mount Lemmon         | Mt. Lemmon Survey        |
| 358466 | 2007 LX1               | 7 de juny de 2007      | Kitt Peak            | Spacewatch               |
| 358467 | 2007 MY1               | 18 de juny de 2007     | Kitt Peak            | Spacewatch               |
| 358468 | 2007 MO3               | 16 de juny de 2007     | Kitt Peak            | Spacewatch               |
| 358469 | 2007 NO2               | 13 de juliol de 2007   | Dauban               | Chante-Perdrix           |
| 358470 | 2007 NH3               | 14 de juliol de 2007   | Dauban               | Chante-Perdrix           |
| 358471 | 2007 NS4               | 15 de juliol de 2007   | Siding Spring        | Siding Spring Survey     |
| 358472 | 2007 OT10              | 20 de juliol de 2007   | Siding Spring        | Siding Spring Survey     |
| 358473 | 2007 PA5               | 5 d'agost de 2007      | Socorro              | LINEAR                   |
| 358474 | 2007 PA12              | 11 d'agost de 2007     | Socorro              | LINEAR                   |
| 358475 | 2007 PX15              | 8 d'agost de 2007      | Socorro              | LINEAR                   |
| 358476 | 2007 PT20              | 9 d'agost de 2007      | Socorro              | LINEAR                   |
| 358477 | 2007 PV25              | 8 d'agost de 2007      | Socorro              | LINEAR                   |
| 358478 | 2007 PJ42              | 13 d'agost de 2007     | Socorro              | LINEAR                   |
| 358479 | 2007 PF46              | 10 d'agost de 2007     | Kitt Peak            | Spacewatch               |
| 358480 | 2007 QO11              | 23 d'agost de 2007     | Kitt Peak            | Spacewatch               |
| 358481 | 2007 QT17              | 17 de gener de 2005    | Kitt Peak            | Spacewatch               |
| 358482 | 2007 RL                | 1 de setembre de 2007  | Dauban               | C. Rinner, F. Kugel      |
| 358483 | 2007 RU1               | 1 de setembre de 2007  | Siding Spring        | K. Sarneczky, L. Kiss    |
| 358484 | 2007 RG21              | 3 de setembre de 2007  | Catalina             | CSS                      |
| 358485 | 2007 RF38              | 8 de setembre de 2007  | Anderson Mesa        | LONEOS                   |
| 358486 | 2007 RD45              | 9 de setembre de 2007  | Kitt Peak            | Spacewatch               |
| 358487 | 2007 RU47              | 9 de setembre de 2007  | Mount Lemmon         | Mt. Lemmon Survey        |
| 358488 | 2007 RL56              | 9 de setembre de 2007  | Anderson Mesa        | LONEOS                   |
| 358489 | 2007 RP60              | 10 de setembre de 2007 | Catalina             | CSS                      |
| 358490 | 2007 RU86              | 10 de setembre de 2007 | Mount Lemmon         | Mt. Lemmon Survey        |
| 358491 | 2007 RT94              | 10 de setembre de 2007 | Kitt Peak            | Spacewatch               |
| 358492 | 2007 RZ95              | 10 de setembre de 2007 | Kitt Peak            | Spacewatch               |
| 358493 | 2007 RK98              | 10 de setembre de 2007 | Kitt Peak            | Spacewatch               |
| 358494 | 2007 RB105             | 11 de setembre de 2007 | Catalina             | CSS                      |
| 358495 | 2007 RQ118             | 11 de setembre de 2007 | Mount Lemmon         | Mt. Lemmon Survey        |
| 358496 | 2007 RQ120             | 12 de setembre de 2007 | Mount Lemmon         | Mt. Lemmon Survey        |
| 358497 | 2007 RB142             | 13 de setembre de 2007 | Socorro              | LINEAR                   |
| 358498 | 2007 RP145             | 14 de setembre de 2007 | Socorro              | LINEAR                   |
| 358499 | 2007 RR148             | 12 de setembre de 2007 | Catalina             | CSS                      |
| 358500 | 2007 RB151             | 9 de setembre de 2007  | Mount Lemmon         | Mt. Lemmon Survey        |

## 358501-358600
| Nom    | Designació provisional | Data de descobriment   | Lloc de descobriment | Descobridor/s     |
| ------ | ---------------------- | ---------------------- | -------------------- | ----------------- |
| 358501 | 2007 RB153             | 24 d'agost de 2007     | Kitt Peak            | Spacewatch        |
| 358502 | 2007 RW153             | 10 de setembre de 2007 | Kitt Peak            | Spacewatch        |
| 358503 | 2007 RH173             | 10 de setembre de 2007 | Kitt Peak            | Spacewatch        |
| 358504 | 2007 RN173             | 10 de setembre de 2007 | Kitt Peak            | Spacewatch        |
| 358505 | 2007 RR178             | 10 de setembre de 2007 | Kitt Peak            | Spacewatch        |
| 358506 | 2007 RQ189             | 10 de setembre de 2007 | Kitt Peak            | Spacewatch        |
| 358507 | 2007 RQ196             | 13 de setembre de 2007 | Mount Lemmon         | Mt. Lemmon Survey |
| 358508 | 2007 RC205             | 9 de setembre de 2007  | Kitt Peak            | Spacewatch        |
| 358509 | 2007 RB211             | 11 de setembre de 2007 | Kitt Peak            | Spacewatch        |
| 358510 | 2007 RQ211             | 11 de setembre de 2007 | Kitt Peak            | Spacewatch        |
| 358511 | 2007 RB222             | 14 de setembre de 2007 | Mount Lemmon         | Mt. Lemmon Survey |
| 358512 | 2007 RJ237             | 14 de setembre de 2007 | Mount Lemmon         | Mt. Lemmon Survey |
| 358513 | 2007 RM255             | 14 de setembre de 2007 | Kitt Peak            | Spacewatch        |
| 358514 | 2007 RQ291             | 12 de setembre de 2007 | Mount Lemmon         | Mt. Lemmon Survey |
| 358515 | 2007 RQ294             | 14 de setembre de 2007 | Mount Lemmon         | Mt. Lemmon Survey |
| 358516 | 2007 RL295             | 14 de setembre de 2007 | Mount Lemmon         | Mt. Lemmon Survey |
| 358517 | 2007 RA309             | 10 de setembre de 2007 | Kitt Peak            | Spacewatch        |
| 358518 | 2007 RD309             | 10 de setembre de 2007 | Mount Lemmon         | Mt. Lemmon Survey |
| 358519 | 2007 RE309             | 10 de setembre de 2007 | Mount Lemmon         | Mt. Lemmon Survey |
| 358520 | 2007 RB310             | 12 d'agost de 2007     | Socorro              | LINEAR            |
| 358521 | 2007 RG314             | 14 de setembre de 2007 | Mount Lemmon         | Mt. Lemmon Survey |
| 358522 | 2007 RH318             | 11 de setembre de 2007 | Kitt Peak            | Spacewatch        |
| 358523 | 2007 RH325             | 14 de setembre de 2007 | Mount Lemmon         | Mt. Lemmon Survey |
| 358524 | 2007 SL2               | 20 de setembre de 2007 | Altschwendt          | W. Ries           |
| 358525 | 2007 SS17              | 30 de setembre de 2007 | Kitt Peak            | Spacewatch        |
| 358526 | 2007 SV23              | 18 de setembre de 2007 | Mount Lemmon         | Mt. Lemmon Survey |
| 358527 | 2007 TE7               | 7 d'octubre de 2007    | Dauban               | Chante-Perdrix    |
| 358528 | 2007 TR9               | 6 d'octubre de 2007    | Socorro              | LINEAR            |
| 358529 | 2007 TN13              | 6 d'octubre de 2007    | Socorro              | LINEAR            |
| 358530 | 2007 TR22              | 9 d'octubre de 2007    | Catalina             | CSS               |
| 358531 | 2007 TU25              | 4 d'octubre de 2007    | Kitt Peak            | Spacewatch        |
| 358532 | 2007 TN31              | 23 d'agost de 2007     | Kitt Peak            | Spacewatch        |
| 358533 | 2007 TP35              | 7 d'octubre de 2007    | Catalina             | CSS               |
| 358534 | 2007 TU35              | 7 d'octubre de 2007    | Kitt Peak            | Spacewatch        |
| 358535 | 2007 TN49              | 4 d'octubre de 2007    | Kitt Peak            | Spacewatch        |
| 358536 | 2007 TX52              | 4 d'octubre de 2007    | Kitt Peak            | Spacewatch        |
| 358537 | 2007 TY56              | 4 d'octubre de 2007    | Kitt Peak            | Spacewatch        |
| 358538 | 2007 TR66              | 10 d'octubre de 2007   | Dauban               | Chante-Perdrix    |
| 358539 | 2007 TM73              | 26 de març de 2003     | Kitt Peak            | Spacewatch        |
| 358540 | 2007 TS92              | 5 d'octubre de 2007    | La Canada            | J. Lacruz         |
| 358541 | 2007 TZ100             | 8 d'octubre de 2007    | Mount Lemmon         | Mt. Lemmon Survey |
| 358542 | 2007 TV115             | 8 d'octubre de 2007    | Mount Lemmon         | Mt. Lemmon Survey |
| 358543 | 2007 TM120             | 9 d'octubre de 2007    | Catalina             | CSS               |
| 358544 | 2007 TC123             | 8 de setembre de 2007  | Mount Lemmon         | Mt. Lemmon Survey |
| 358545 | 2007 TU126             | 6 d'octubre de 2007    | Kitt Peak            | Spacewatch        |
| 358546 | 2007 TE127             | 6 d'octubre de 2007    | Kitt Peak            | Spacewatch        |
| 358547 | 2007 TJ132             | 7 d'octubre de 2007    | Mount Lemmon         | Mt. Lemmon Survey |
| 358548 | 2007 TP148             | 7 d'octubre de 2007    | Socorro              | LINEAR            |
| 358549 | 2007 TQ154             | 9 d'octubre de 2007    | Socorro              | LINEAR            |
| 358550 | 2007 TM155             | 9 d'octubre de 2007    | Socorro              | LINEAR            |
| 358551 | 2007 TC157             | 9 d'octubre de 2007    | Socorro              | LINEAR            |
| 358552 | 2007 TG162             | 11 d'octubre de 2007   | Socorro              | LINEAR            |
| 358553 | 2007 TD163             | 11 d'octubre de 2007   | Socorro              | LINEAR            |
| 358554 | 2007 TL165             | 11 d'octubre de 2007   | Socorro              | LINEAR            |
| 358555 | 2007 TD191             | 4 d'octubre de 2007    | Mount Lemmon         | Mt. Lemmon Survey |
| 358556 | 2007 TS197             | 8 d'octubre de 2007    | Kitt Peak            | Spacewatch        |
| 358557 | 2007 TV198             | 8 d'octubre de 2007    | Kitt Peak            | Spacewatch        |
| 358558 | 2007 TP201             | 8 d'octubre de 2007    | Anderson Mesa        | LONEOS            |
| 358559 | 2007 TE222             | 9 d'octubre de 2007    | Kitt Peak            | Spacewatch        |
| 358560 | 2007 TE227             | 8 d'octubre de 2007    | Kitt Peak            | Spacewatch        |
| 358561 | 2007 TO232             | 8 d'octubre de 2007    | Kitt Peak            | Spacewatch        |
| 358562 | 2007 TC235             | 9 d'octubre de 2007    | Kitt Peak            | Spacewatch        |
| 358563 | 2007 TV239             | 10 d'octubre de 2007   | Mount Lemmon         | Mt. Lemmon Survey |
| 358564 | 2007 TP241             | 7 d'octubre de 2007    | Mount Lemmon         | Mt. Lemmon Survey |
| 358565 | 2007 TS247             | 10 d'octubre de 2007   | Kitt Peak            | Spacewatch        |
| 358566 | 2007 TG301             | 12 d'octubre de 2007   | Kitt Peak            | Spacewatch        |
| 358567 | 2007 TF332             | 11 d'octubre de 2007   | Kitt Peak            | Spacewatch        |
| 358568 | 2007 TY336             | 12 d'octubre de 2007   | Catalina             | CSS               |
| 358569 | 2007 TD340             | 9 d'octubre de 2007    | Mount Lemmon         | Mt. Lemmon Survey |
| 358570 | 2007 TM353             | 8 d'octubre de 2007    | Mount Lemmon         | Mt. Lemmon Survey |
| 358571 | 2007 TY353             | 10 d'octubre de 2007   | Kitt Peak            | Spacewatch        |
| 358572 | 2007 TD363             | 14 d'octubre de 2007   | Mount Lemmon         | Mt. Lemmon Survey |
| 358573 | 2007 TA383             | 14 d'octubre de 2007   | Kitt Peak            | Spacewatch        |
| 358574 | 2007 TK395             | 13 de gener de 2005    | Kitt Peak            | Spacewatch        |
| 358575 | 2007 TJ423             | 4 d'octubre de 2007    | Kitt Peak            | Spacewatch        |
| 358576 | 2007 TO423             | 4 d'octubre de 2007    | Kitt Peak            | Spacewatch        |
| 358577 | 2007 TM424             | 7 d'octubre de 2007    | Kitt Peak            | Spacewatch        |
| 358578 | 2007 TE426             | 9 d'octubre de 2007    | Mount Lemmon         | Mt. Lemmon Survey |
| 358579 | 2007 TE441             | 10 d'octubre de 2007   | Catalina             | CSS               |
| 358580 | 2007 TS450             | 12 d'octubre de 2007   | Mount Lemmon         | Mt. Lemmon Survey |
| 358581 | 2007 UD5               | 19 d'octubre de 2007   | Bisei SG Center      | BATTeRS           |
| 358582 | 2007 UE8               | 16 d'octubre de 2007   | Catalina             | CSS               |
| 358583 | 2007 UP12              | 16 d'octubre de 2007   | Kitt Peak            | Spacewatch        |
| 358584 | 2007 UB24              | 8 d'octubre de 2007    | Kitt Peak            | Spacewatch        |
| 358585 | 2007 UG30              | 8 d'octubre de 2007    | Anderson Mesa        | LONEOS            |
| 358586 | 2007 UE31              | 19 d'octubre de 2007   | Catalina             | CSS               |
| 358587 | 2007 UP31              | 7 d'octubre de 2007    | Catalina             | CSS               |
| 358588 | 2007 UU36              | 10 d'octubre de 2007   | Anderson Mesa        | LONEOS            |
| 358589 | 2007 UV37              | 11 de setembre de 2007 | Catalina             | CSS               |
| 358590 | 2007 UH55              | 30 d'octubre de 2007   | Kitt Peak            | Spacewatch        |
| 358591 | 2007 UJ56              | 30 d'octubre de 2007   | Mount Lemmon         | Mt. Lemmon Survey |
| 358592 | 2007 UN56              | 30 d'octubre de 2007   | Catalina             | CSS               |
| 358593 | 2007 UD76              | 31 d'octubre de 2007   | Mount Lemmon         | Mt. Lemmon Survey |
| 358594 | 2007 UW80              | 31 d'octubre de 2007   | Mount Lemmon         | Mt. Lemmon Survey |
| 358595 | 2007 UZ86              | 30 d'octubre de 2007   | Kitt Peak            | Spacewatch        |
| 358596 | 2007 UW94              | 31 d'octubre de 2007   | Mount Lemmon         | Mt. Lemmon Survey |
| 358597 | 2007 US100             | 30 d'octubre de 2007   | Kitt Peak            | Spacewatch        |
| 358598 | 2007 UE105             | 30 d'octubre de 2007   | Kitt Peak            | Spacewatch        |
| 358599 | 2007 UP127             | 16 d'octubre de 2007   | Kitt Peak            | Spacewatch        |
| 358600 | 2007 UX136             | 25 d'octubre de 2007   | Mount Lemmon         | Mt. Lemmon Survey |

## 358601-358700
| Nom    | Designació provisional | Data de descobriment   | Lloc de descobriment | Descobridor/s          |
| ------ | ---------------------- | ---------------------- | -------------------- | ---------------------- |
| 358601 | 2007 UL137             | 16 d'octubre de 2007   | Mount Lemmon         | Mt. Lemmon Survey      |
| 358602 | 2007 VA2               | 2 de novembre de 2007  | Mayhill              | A. Lowe                |
| 358603 | 2007 VP3               | 2 de novembre de 2007  | Kitami               | K. Endate              |
| 358604 | 2007 VQ3               | 2 de novembre de 2007  | Tiki                 | N. Teamo               |
| 358605 | 2007 VE12              | 4 de novembre de 2007  | La Sagra             | La Sagra               |
| 358606 | 2007 VZ27              | 2 de novembre de 2007  | Kitt Peak            | Spacewatch             |
| 358607 | 2007 VQ29              | 5 de novembre de 2007  | Mount Lemmon         | Mt. Lemmon Survey      |
| 358608 | 2007 VB33              | 2 de novembre de 2007  | Kitt Peak            | Spacewatch             |
| 358609 | 2007 VC48              | 1 de novembre de 2007  | Kitt Peak            | Spacewatch             |
| 358610 | 2007 VK60              | 24 d'agost de 2007     | Kitt Peak            | Spacewatch             |
| 358611 | 2007 VM66              | 2 de novembre de 2007  | Catalina             | CSS                    |
| 358612 | 2007 VG77              | 3 de novembre de 2007  | Kitt Peak            | Spacewatch             |
| 358613 | 2007 VH78              | 12 d'octubre de 2007   | Kitt Peak            | Spacewatch             |
| 358614 | 2007 VT87              | 2 de novembre de 2007  | Socorro              | LINEAR                 |
| 358615 | 2007 VQ89              | 4 de novembre de 2007  | Socorro              | LINEAR                 |
| 358616 | 2007 VV96              | 1 de novembre de 2007  | Kitt Peak            | Spacewatch             |
| 358617 | 2007 VZ114             | 3 de novembre de 2007  | Kitt Peak            | Spacewatch             |
| 358618 | 2007 VK119             | 4 de novembre de 2007  | Purple Mountain      | PMO NEO Survey Program |
| 358619 | 2007 VO120             | 5 de novembre de 2007  | Kitt Peak            | Spacewatch             |
| 358620 | 2007 VF121             | 5 de novembre de 2007  | Kitt Peak            | Spacewatch             |
| 358621 | 2007 VM122             | 5 de novembre de 2007  | Kitt Peak            | Spacewatch             |
| 358622 | 2007 VJ141             | 4 de novembre de 2007  | Kitt Peak            | Spacewatch             |
| 358623 | 2007 VD143             | 4 de novembre de 2007  | Kitt Peak            | Spacewatch             |
| 358624 | 2007 VN147             | 4 de novembre de 2007  | Kitt Peak            | Spacewatch             |
| 358625 | 2007 VM153             | 4 de novembre de 2007  | Kitt Peak            | Spacewatch             |
| 358626 | 2007 VY153             | 18 d'octubre de 2007   | Kitt Peak            | Spacewatch             |
| 358627 | 2007 VA159             | 5 de novembre de 2007  | Kitt Peak            | Spacewatch             |
| 358628 | 2007 VW160             | 5 de novembre de 2007  | Kitt Peak            | Spacewatch             |
| 358629 | 2007 VN166             | 5 de novembre de 2007  | Kitt Peak            | Spacewatch             |
| 358630 | 2007 VB168             | 5 de novembre de 2007  | Kitt Peak            | Spacewatch             |
| 358631 | 2007 VA179             | 7 de novembre de 2007  | Mount Lemmon         | Mt. Lemmon Survey      |
| 358632 | 2007 VA202             | 5 de novembre de 2007  | Mount Lemmon         | Mt. Lemmon Survey      |
| 358633 | 2007 VY214             | 9 de novembre de 2007  | Kitt Peak            | Spacewatch             |
| 358634 | 2007 VX230             | 17 d'octubre de 2007   | Mount Lemmon         | Mt. Lemmon Survey      |
| 358635 | 2007 VD239             | 13 de novembre de 2007 | Kitt Peak            | Spacewatch             |
| 358636 | 2007 VK242             | 12 de novembre de 2007 | Catalina             | CSS                    |
| 358637 | 2007 VC252             | 12 de novembre de 2007 | Catalina             | CSS                    |
| 358638 | 2007 VT264             | 13 de novembre de 2007 | Kitt Peak            | Spacewatch             |
| 358639 | 2007 VD268             | 11 de novembre de 2007 | Socorro              | LINEAR                 |
| 358640 | 2007 VZ269             | 24 d'octubre de 2007   | Mount Lemmon         | Mt. Lemmon Survey      |
| 358641 | 2007 VJ270             | 6 de novembre de 2007  | Kitt Peak            | Spacewatch             |
| 358642 | 2007 VC280             | 17 d'octubre de 2007   | Mount Lemmon         | Mt. Lemmon Survey      |
| 358643 | 2007 VS281             | 14 de novembre de 2007 | Kitt Peak            | Spacewatch             |
| 358644 | 2007 VZ292             | 16 d'octubre de 2007   | Catalina             | CSS                    |
| 358645 | 2007 VT295             | 30 d'octubre de 2007   | Catalina             | CSS                    |
| 358646 | 2007 VE300             | 13 de novembre de 2007 | Anderson Mesa        | LONEOS                 |
| 358647 | 2007 VV305             | 5 de novembre de 2007  | Mount Lemmon         | Mt. Lemmon Survey      |
| 358648 | 2007 VO306             | 1 de novembre de 2007  | Kitt Peak            | Spacewatch             |
| 358649 | 2007 VP310             | 9 de novembre de 2007  | Mount Lemmon         | Mt. Lemmon Survey      |
| 358650 | 2007 VL312             | 2 de novembre de 2007  | Kitt Peak            | Spacewatch             |
| 358651 | 2007 VB317             | 14 de novembre de 2007 | Kitt Peak            | Spacewatch             |
| 358652 | 2007 VO318             | 7 de novembre de 2007  | Kitt Peak            | Spacewatch             |
| 358653 | 2007 VG321             | 8 de novembre de 2007  | Catalina             | CSS                    |
| 358654 | 2007 VF323             | 2 de novembre de 2007  | Kitt Peak            | Spacewatch             |
| 358655 | 2007 VF325             | 1 de novembre de 2007  | Kitt Peak            | Spacewatch             |
| 358656 | 2007 VY325             | 2 de novembre de 2007  | Kitt Peak            | Spacewatch             |
| 358657 | 2007 VZ327             | 8 de novembre de 2007  | Catalina             | CSS                    |
| 358658 | 2007 VJ331             | 11 de juliol de 2002   | Campo Imperatore     | CINEOS                 |
| 358659 | 2007 VK334             | 13 de novembre de 2007 | Kitt Peak            | Spacewatch             |
| 358660 | 2007 WY2               | 16 de novembre de 2007 | Mount Lemmon         | Mt. Lemmon Survey      |
| 358661 | 2007 WK6               | 17 de novembre de 2007 | Socorro              | LINEAR                 |
| 358662 | 2007 WB8               | 18 de novembre de 2007 | Socorro              | LINEAR                 |
| 358663 | 2007 WU8               | 2 de novembre de 2007  | Mount Lemmon         | Mt. Lemmon Survey      |
| 358664 | 2007 WJ9               | 16 de novembre de 2007 | Mount Lemmon         | Mt. Lemmon Survey      |
| 358665 | 2007 WR19              | 18 de novembre de 2007 | Mount Lemmon         | Mt. Lemmon Survey      |
| 358666 | 2007 WE39              | 19 de novembre de 2007 | Mount Lemmon         | Mt. Lemmon Survey      |
| 358667 | 2007 WV60              | 18 de novembre de 2007 | Mount Lemmon         | Mt. Lemmon Survey      |
| 358668 | 2007 XE                | 1 de desembre de 2007  | Bisei SG Center      | BATTeRS                |
| 358669 | 2007 XQ4               | 3 de desembre de 2007  | Catalina             | CSS                    |
| 358670 | 2007 XJ21              | 10 de desembre de 2007 | Socorro              | LINEAR                 |
| 358671 | 2007 XP21              | 10 de desembre de 2007 | Socorro              | LINEAR                 |
| 358672 | 2007 XA34              | 2 de novembre de 2007  | Mount Lemmon         | Mt. Lemmon Survey      |
| 358673 | 2007 XG51              | 14 de desembre de 2007 | Mount Lemmon         | Mt. Lemmon Survey      |
| 358674 | 2007 XC52              | 5 de desembre de 2007  | Kitt Peak            | Spacewatch             |
| 358675 | 2007 YY1               | 16 de desembre de 2007 | Uccle                | P. De Cat              |
| 358676 | 2007 YE4               | 21 d'octubre de 2007   | Kitt Peak            | Spacewatch             |
| 358677 | 2007 YM4               | 16 de desembre de 2007 | Kitt Peak            | Spacewatch             |
| 358678 | 2007 YF18              | 16 de desembre de 2007 | Catalina             | CSS                    |
| 358679 | 2007 YF20              | 4 de desembre de 2007  | Mount Lemmon         | Mt. Lemmon Survey      |
| 358680 | 2007 YS20              | 16 de desembre de 2007 | Kitt Peak            | Spacewatch             |
| 358681 | 2007 YG24              | 17 de desembre de 2007 | Mount Lemmon         | Mt. Lemmon Survey      |
| 358682 | 2007 YA36              | 30 de desembre de 2007 | Mount Lemmon         | Mt. Lemmon Survey      |
| 358683 | 2007 YT45              | 30 de desembre de 2007 | Mount Lemmon         | Mt. Lemmon Survey      |
| 358684 | 2007 YH51              | 28 de desembre de 2007 | Kitt Peak            | Spacewatch             |
| 358685 | 2007 YY53              | 6 de desembre de 2007  | Kitt Peak            | Spacewatch             |
| 358686 | 2007 YR55              | 31 de desembre de 2007 | Kitt Peak            | Spacewatch             |
| 358687 | 2007 YD61              | 16 de març de 2004     | Kitt Peak            | Spacewatch             |
| 358688 | 2007 YY61              | 31 de desembre de 2007 | Mount Lemmon         | Mt. Lemmon Survey      |
| 358689 | 2007 YH66              | 30 de desembre de 2007 | Mount Lemmon         | Mt. Lemmon Survey      |
| 358690 | 2008 AM5               | 10 de gener de 2008    | Mount Lemmon         | Mt. Lemmon Survey      |
| 358691 | 2008 AS7               | 10 de gener de 2008    | Kitt Peak            | Spacewatch             |
| 358692 | 2008 AN17              | 10 de gener de 2008    | Kitt Peak            | Spacewatch             |
| 358693 | 2008 AQ21              | 10 de gener de 2008    | Mount Lemmon         | Mt. Lemmon Survey      |
| 358694 | 2008 AP25              | 10 de gener de 2008    | Mount Lemmon         | Mt. Lemmon Survey      |
| 358695 | 2008 AK28              | 10 de gener de 2008    | Mount Lemmon         | Mt. Lemmon Survey      |
| 358696 | 2008 AQ30              | 11 de gener de 2008    | Desert Eagle         | W. K. Y. Yeung         |
| 358697 | 2008 AR43              | 10 de gener de 2008    | Kitt Peak            | Spacewatch             |
| 358698 | 2008 AS44              | 30 de desembre de 2007 | Mount Lemmon         | Mt. Lemmon Survey      |
| 358699 | 2008 AC61              | 11 de gener de 2008    | Kitt Peak            | Spacewatch             |
| 358700 | 2008 AD64              | 11 de gener de 2008    | Catalina             | CSS                    |

## 358701-358800
| Nom    | Designació provisional | Data de descobriment   | Lloc de descobriment | Descobridor/s          |
| ------ | ---------------------- | ---------------------- | -------------------- | ---------------------- |
| 358701 | 2008 AU64              | 11 de gener de 2008    | Mount Lemmon         | Mt. Lemmon Survey      |
| 358702 | 2008 AW70              | 12 de gener de 2008    | Kitt Peak            | Spacewatch             |
| 358703 | 2008 AL78              | 12 de gener de 2008    | Kitt Peak            | Spacewatch             |
| 358704 | 2008 AW80              | 12 de gener de 2008    | Kitt Peak            | Spacewatch             |
| 358705 | 2008 AB83              | 15 de gener de 2008    | Mount Lemmon         | Mt. Lemmon Survey      |
| 358706 | 2008 AC83              | 15 de gener de 2008    | Mount Lemmon         | Mt. Lemmon Survey      |
| 358707 | 2008 AU92              | 18 de novembre de 2007 | Mount Lemmon         | Mt. Lemmon Survey      |
| 358708 | 2008 AK94              | 14 de gener de 2008    | Kitt Peak            | Spacewatch             |
| 358709 | 2008 AP102             | 31 de desembre de 2007 | Kitt Peak            | Spacewatch             |
| 358710 | 2008 AP104             | 15 de gener de 2008    | Kitt Peak            | Spacewatch             |
| 358711 | 2008 AL106             | 15 de gener de 2008    | Mount Lemmon         | Mt. Lemmon Survey      |
| 358712 | 2008 AO121             | 6 de gener de 2008     | Mauna Kea            | P. A. Wiegert          |
| 358713 | 2008 AU129             | 5 de gener de 2008     | Lulin                | LUSS                   |
| 358714 | 2008 AF135             | 11 de gener de 2008    | Catalina             | CSS                    |
| 358715 | 2008 BV5               | 16 de gener de 2008    | Kitt Peak            | Spacewatch             |
| 358716 | 2008 BH23              | 31 de gener de 2008    | Mount Lemmon         | Mt. Lemmon Survey      |
| 358717 | 2008 BF26              | 30 de gener de 2008    | Catalina             | CSS                    |
| 358718 | 2008 BV28              | 16 de gener de 2008    | Kitt Peak            | Spacewatch             |
| 358719 | 2008 BE29              | 30 de gener de 2008    | Mount Lemmon         | Mt. Lemmon Survey      |
| 358720 | 2008 BE36              | 30 de gener de 2008    | Kitt Peak            | Spacewatch             |
| 358721 | 2008 BE45              | 31 de gener de 2008    | Catalina             | CSS                    |
| 358722 | 2008 BK46              | 30 de gener de 2008    | Kitt Peak            | Spacewatch             |
| 358723 | 2008 BX47              | 31 de gener de 2008    | Mount Lemmon         | Mt. Lemmon Survey      |
| 358724 | 2008 CD1               | 3 de febrer de 2008    | Altschwendt          | W. Ries                |
| 358725 | 2008 CJ2               | 1 de febrer de 2008    | Kitt Peak            | Spacewatch             |
| 358726 | 2008 CP14              | 3 de febrer de 2008    | Kitt Peak            | Spacewatch             |
| 358727 | 2008 CD16              | 3 de febrer de 2008    | Mount Lemmon         | Mt. Lemmon Survey      |
| 358728 | 2008 CT17              | 3 de febrer de 2008    | Kitt Peak            | Spacewatch             |
| 358729 | 2008 CE20              | 6 de febrer de 2008    | Anderson Mesa        | LONEOS                 |
| 358730 | 2008 CT20              | 6 de febrer de 2008    | Suno                 | Suno                   |
| 358731 | 2008 CM30              | 2 de febrer de 2008    | Kitt Peak            | Spacewatch             |
| 358732 | 2008 CD33              | 2 de febrer de 2008    | Kitt Peak            | Spacewatch             |
| 358733 | 2008 CO37              | 2 de febrer de 2008    | Kitt Peak            | Spacewatch             |
| 358734 | 2008 CH39              | 2 de febrer de 2008    | Mount Lemmon         | Mt. Lemmon Survey      |
| 358735 | 2008 CK41              | 2 de febrer de 2008    | Kitt Peak            | Spacewatch             |
| 358736 | 2008 CZ43              | 2 de febrer de 2008    | Kitt Peak            | Spacewatch             |
| 358737 | 2008 CM45              | 2 de febrer de 2008    | Kitt Peak            | Spacewatch             |
| 358738 | 2008 CW55              | 7 de febrer de 2008    | Kitt Peak            | Spacewatch             |
| 358739 | 2008 CV63              | 21 d'agost de 2006     | Kitt Peak            | Spacewatch             |
| 358740 | 2008 CE83              | 7 de febrer de 2008    | Kitt Peak            | Spacewatch             |
| 358741 | 2008 CO89              | 7 de febrer de 2008    | Kitt Peak            | Spacewatch             |
| 358742 | 2008 CC93              | 8 de febrer de 2008    | Mount Lemmon         | Mt. Lemmon Survey      |
| 358743 | 2008 CO100             | 9 de febrer de 2008    | Kitt Peak            | Spacewatch             |
| 358744 | 2008 CR118             | 10 de febrer de 2008   | Kitt Peak            | Spacewatch             |
| 358745 | 2008 CG120             | 6 de febrer de 2008    | Catalina             | CSS                    |
| 358746 | 2008 CQ124             | 7 de febrer de 2008    | Mount Lemmon         | Mt. Lemmon Survey      |
| 358747 | 2008 CG126             | 8 de febrer de 2008    | Kitt Peak            | Spacewatch             |
| 358748 | 2008 CG130             | 8 de febrer de 2008    | Kitt Peak            | Spacewatch             |
| 358749 | 2008 CB131             | 8 de febrer de 2008    | Kitt Peak            | Spacewatch             |
| 358750 | 2008 CR140             | 8 de febrer de 2008    | Kitt Peak            | Spacewatch             |
| 358751 | 2008 CL141             | 8 de febrer de 2008    | Kitt Peak            | Spacewatch             |
| 358752 | 2008 CF151             | 9 de febrer de 2008    | Kitt Peak            | Spacewatch             |
| 358753 | 2008 CP152             | 9 de febrer de 2008    | Kitt Peak            | Spacewatch             |
| 358754 | 2008 CP168             | 12 de febrer de 2008   | Kitt Peak            | Spacewatch             |
| 358755 | 2008 CJ176             | 7 de febrer de 2008    | Socorro              | LINEAR                 |
| 358756 | 2008 CZ176             | 11 de gener de 2008    | Lulin                | LUSS                   |
| 358757 | 2008 CJ183             | 20 de novembre de 2007 | Mount Lemmon         | Mt. Lemmon Survey      |
| 358758 | 2008 CA187             | 29 de juliol de 2005   | Palomar              | NEAT                   |
| 358759 | 2008 CO189             | 14 de febrer de 2008   | Catalina             | CSS                    |
| 358760 | 2008 CQ190             | 12 de febrer de 2008   | Mount Lemmon         | Mt. Lemmon Survey      |
| 358761 | 2008 CL196             | 13 de febrer de 2008   | Mount Lemmon         | Mt. Lemmon Survey      |
| 358762 | 2008 CH206             | 8 de febrer de 2008    | Kitt Peak            | Spacewatch             |
| 358763 | 2008 CJ206             | 8 de febrer de 2008    | Kitt Peak            | Spacewatch             |
| 358764 | 2008 CW211             | 7 de febrer de 2008    | Kitt Peak            | Spacewatch             |
| 358765 | 2008 CW215             | 14 de febrer de 2008   | Mount Lemmon         | Mt. Lemmon Survey      |
| 358766 | 2008 DF4               | 27 de febrer de 2008   | Piszkesteto          | K. Sarneczky           |
| 358767 | 2008 DB7               | 24 de febrer de 2008   | Kitt Peak            | Spacewatch             |
| 358768 | 2008 DH9               | 25 de febrer de 2008   | Kitt Peak            | Spacewatch             |
| 358769 | 2008 DR13              | 26 de febrer de 2008   | Mount Lemmon         | Mt. Lemmon Survey      |
| 358770 | 2008 DD18              | 26 de febrer de 2008   | Mount Lemmon         | Mt. Lemmon Survey      |
| 358771 | 2008 DG18              | 18 d'octubre de 2007   | Mount Lemmon         | Mt. Lemmon Survey      |
| 358772 | 2008 DJ28              | 25 de febrer de 2008   | Mount Lemmon         | Mt. Lemmon Survey      |
| 358773 | 2008 DG34              | 27 de febrer de 2008   | Kitt Peak            | Spacewatch             |
| 358774 | 2008 DK38              | 27 de febrer de 2008   | Kitt Peak            | Spacewatch             |
| 358775 | 2008 DJ43              | 28 de febrer de 2008   | Kitt Peak            | Spacewatch             |
| 358776 | 2008 DW43              | 28 de febrer de 2008   | Mount Lemmon         | Mt. Lemmon Survey      |
| 358777 | 2008 DG56              | 8 de febrer de 2008    | Kitt Peak            | Spacewatch             |
| 358778 | 2008 DF58              | 29 de febrer de 2008   | Catalina             | CSS                    |
| 358779 | 2008 DA63              | 28 de febrer de 2008   | Mount Lemmon         | Mt. Lemmon Survey      |
| 358780 | 2008 DF63              | 28 de febrer de 2008   | Mount Lemmon         | Mt. Lemmon Survey      |
| 358781 | 2008 DB82              | 28 de febrer de 2008   | Kitt Peak            | Spacewatch             |
| 358782 | 2008 DA83              | 28 de febrer de 2008   | Mount Lemmon         | Mt. Lemmon Survey      |
| 358783 | 2008 DD83              | 28 de febrer de 2008   | Kitt Peak            | Spacewatch             |
| 358784 | 2008 DX83              | 28 de febrer de 2008   | Kitt Peak            | Spacewatch             |
| 358785 | 2008 DZ84              | 28 de febrer de 2008   | Kitt Peak            | Spacewatch             |
| 358786 | 2008 DW88              | 27 de febrer de 2008   | Kitt Peak            | Spacewatch             |
| 358787 | 2008 EL5               | 30 d'agost de 2005     | Kitt Peak            | Spacewatch             |
| 358788 | 2008 EJ10              | 1 de març de 2008      | Kitt Peak            | Spacewatch             |
| 358789 | 2008 EQ10              | 1 de març de 2008      | Kitt Peak            | Spacewatch             |
| 358790 | 2008 EG16              | 1 de març de 2008      | Kitt Peak            | Spacewatch             |
| 358791 | 2008 EV16              | 1 de març de 2008      | Kitt Peak            | Spacewatch             |
| 358792 | 2008 EH20              | 2 de març de 2008      | Kitt Peak            | Spacewatch             |
| 358793 | 2008 EE25              | 3 de març de 2008      | Purple Mountain      | PMO NEO Survey Program |
| 358794 | 2008 EK25              | 12 de febrer de 2008   | Mount Lemmon         | Mt. Lemmon Survey      |
| 358795 | 2008 EL44              | 5 de març de 2008      | Kitt Peak            | Spacewatch             |
| 358796 | 2008 EK45              | 5 de març de 2008      | Kitt Peak            | Spacewatch             |
| 358797 | 2008 EK51              | 6 de març de 2008      | Kitt Peak            | Spacewatch             |
| 358798 | 2008 EW51              | 6 de març de 2008      | Mount Lemmon         | Mt. Lemmon Survey      |
| 358799 | 2008 EZ54              | 6 de març de 2008      | Kitt Peak            | Spacewatch             |
| 358800 | 2008 EX56              | 7 de març de 2008      | Catalina             | CSS                    |

## 358801-358900
| Nom    | Designació provisional | Data de descobriment   | Lloc de descobriment | Descobridor/s           |
| ------ | ---------------------- | ---------------------- | -------------------- | ----------------------- |
| 358801 | 2008 EV58              | 28 d'agost de 2005     | Kitt Peak            | Spacewatch              |
| 358802 | 2008 EA62              | 9 de març de 2008      | Mount Lemmon         | Mt. Lemmon Survey       |
| 358803 | 2008 EO72              | 11 de gener de 2008    | Mount Lemmon         | Mt. Lemmon Survey       |
| 358804 | 2008 EB77              | 7 de març de 2008      | Kitt Peak            | Spacewatch              |
| 358805 | 2008 EA79              | 8 de març de 2008      | Mount Lemmon         | Mt. Lemmon Survey       |
| 358806 | 2008 EL79              | 8 de març de 2008      | Catalina             | CSS                     |
| 358807 | 2008 ED80              | 7 de febrer de 2008    | Mount Lemmon         | Mt. Lemmon Survey       |
| 358808 | 2008 EZ80              | 10 de març de 2008     | Kitt Peak            | Spacewatch              |
| 358809 | 2008 EF83              | 8 de març de 2008      | Socorro              | LINEAR                  |
| 358810 | 2008 EU90              | 28 d'abril de 2003     | Anderson Mesa        | LONEOS                  |
| 358811 | 2008 EZ110             | 8 de març de 2008      | Kitt Peak            | Spacewatch              |
| 358812 | 2008 EP112             | 8 de març de 2008      | Kitt Peak            | Spacewatch              |
| 358813 | 2008 EJ116             | 8 de març de 2008      | Kitt Peak            | Spacewatch              |
| 358814 | 2008 EO118             | 9 de març de 2008      | Mount Lemmon         | Mt. Lemmon Survey       |
| 358815 | 2008 ER121             | 11 de setembre de 2005 | Kitt Peak            | Spacewatch              |
| 358816 | 2008 EU122             | 28 de febrer de 2008   | Kitt Peak            | Spacewatch              |
| 358817 | 2008 ES123             | 10 de març de 2008     | Kitt Peak            | Spacewatch              |
| 358818 | 2008 ES124             | 10 de març de 2008     | Mount Lemmon         | Mt. Lemmon Survey       |
| 358819 | 2008 EV125             | 10 de març de 2008     | Kitt Peak            | Spacewatch              |
| 358820 | 2008 EZ142             | 13 de març de 2008     | Catalina             | CSS                     |
| 358821 | 2008 EC143             | 6 de març de 2008      | Mount Lemmon         | Mt. Lemmon Survey       |
| 358822 | 2008 EV148             | 2 de març de 2008      | Kitt Peak            | Spacewatch              |
| 358823 | 2008 EZ150             | 5 de març de 2008      | Kitt Peak            | Spacewatch              |
| 358824 | 2008 EQ152             | 10 de març de 2008     | Mount Lemmon         | Mt. Lemmon Survey       |
| 358825 | 2008 EM153             | 12 de març de 2008     | Kitt Peak            | Spacewatch              |
| 358826 | 2008 EV153             | 13 de març de 2008     | Kitt Peak            | Spacewatch              |
| 358827 | 2008 EH156             | 1 de març de 2008      | Kitt Peak            | Spacewatch              |
| 358828 | 2008 EY158             | 12 de març de 2008     | Kitt Peak            | Spacewatch              |
| 358829 | 2008 EW164             | 1 de març de 2008      | Kitt Peak            | Spacewatch              |
| 358830 | 2008 EZ164             | 1 de març de 2008      | Kitt Peak            | Spacewatch              |
| 358831 | 2008 EE165             | 2 de març de 2008      | Kitt Peak            | Spacewatch              |
| 358832 | 2008 EN165             | 2 de març de 2008      | Kitt Peak            | Spacewatch              |
| 358833 | 2008 ED168             | 10 de març de 2008     | Kitt Peak            | Spacewatch              |
| 358834 | 2008 FC3               | 25 de març de 2008     | Kitt Peak            | Spacewatch              |
| 358835 | 2008 FL10              | 26 de març de 2008     | Kitt Peak            | Spacewatch              |
| 358836 | 2008 FW18              | 27 de març de 2008     | Mount Lemmon         | Mt. Lemmon Survey       |
| 358837 | 2008 FA26              | 27 de març de 2008     | Kitt Peak            | Spacewatch              |
| 358838 | 2008 FC27              | 27 de març de 2008     | Kitt Peak            | Spacewatch              |
| 358839 | 2008 FP28              | 28 de març de 2008     | Kitt Peak            | Spacewatch              |
| 358840 | 2008 FF31              | 28 de març de 2008     | Mount Lemmon         | Mt. Lemmon Survey       |
| 358841 | 2008 FD53              | 28 de març de 2008     | Mount Lemmon         | Mt. Lemmon Survey       |
| 358842 | 2008 FD54              | 28 de març de 2008     | Mount Lemmon         | Mt. Lemmon Survey       |
| 358843 | 2008 FN56              | 28 de març de 2008     | Kitt Peak            | Spacewatch              |
| 358844 | 2008 FY57              | 28 de març de 2008     | Mount Lemmon         | Mt. Lemmon Survey       |
| 358845 | 2008 FV61              | 28 de març de 2008     | Mount Lemmon         | Mt. Lemmon Survey       |
| 358846 | 2008 FL62              | 27 de març de 2008     | Kitt Peak            | Spacewatch              |
| 358847 | 2008 FS62              | 27 de març de 2008     | Kitt Peak            | Spacewatch              |
| 358848 | 2008 FW63              | 27 de març de 2008     | Lulin                | LUSS                    |
| 358849 | 2008 FG64              | 28 de març de 2008     | Kitt Peak            | Spacewatch              |
| 358850 | 2008 FM65              | 28 de març de 2008     | Kitt Peak            | Spacewatch              |
| 358851 | 2008 FR73              | 30 de març de 2008     | Kitt Peak            | Spacewatch              |
| 358852 | 2008 FX75              | 30 de març de 2008     | Socorro              | LINEAR                  |
| 358853 | 2008 FC77              | 27 de març de 2008     | Mount Lemmon         | Mt. Lemmon Survey       |
| 358854 | 2008 FZ77              | 27 de març de 2008     | Mount Lemmon         | Mt. Lemmon Survey       |
| 358855 | 2008 FS81              | 27 de març de 2008     | Mount Lemmon         | Mt. Lemmon Survey       |
| 358856 | 2008 FR85              | 28 de març de 2008     | Mount Lemmon         | Mt. Lemmon Survey       |
| 358857 | 2008 FT87              | 28 de març de 2008     | Mount Lemmon         | Mt. Lemmon Survey       |
| 358858 | 2008 FZ88              | 28 de març de 2008     | Mount Lemmon         | Mt. Lemmon Survey       |
| 358859 | 2008 FN100             | 30 de març de 2008     | Kitt Peak            | Spacewatch              |
| 358860 | 2008 FY101             | 30 de març de 2008     | Kitt Peak            | Spacewatch              |
| 358861 | 2008 FC102             | 30 de març de 2008     | Kitt Peak            | Spacewatch              |
| 358862 | 2008 FN103             | 30 de març de 2008     | Kitt Peak            | Spacewatch              |
| 358863 | 2008 FY103             | 30 de març de 2008     | Kitt Peak            | Spacewatch              |
| 358864 | 2008 FS105             | 31 de març de 2008     | Kitt Peak            | Spacewatch              |
| 358865 | 2008 FF107             | 31 de març de 2008     | Kitt Peak            | Spacewatch              |
| 358866 | 2008 FG107             | 31 de març de 2008     | Kitt Peak            | Spacewatch              |
| 358867 | 2008 FY109             | 31 de març de 2008     | Mount Lemmon         | Mt. Lemmon Survey       |
| 358868 | 2008 FE111             | 13 de febrer de 2008   | Mount Lemmon         | Mt. Lemmon Survey       |
| 358869 | 2008 FQ116             | 31 de març de 2008     | Kitt Peak            | Spacewatch              |
| 358870 | 2008 FE119             | 31 de març de 2008     | Mount Lemmon         | Mt. Lemmon Survey       |
| 358871 | 2008 FG123             | 28 de març de 2008     | Mount Lemmon         | Mt. Lemmon Survey       |
| 358872 | 2008 FJ123             | 28 de març de 2008     | Kitt Peak            | Spacewatch              |
| 358873 | 2008 FR123             | 29 de març de 2008     | Kitt Peak            | Spacewatch              |
| 358874 | 2008 FM125             | 31 de març de 2008     | Kitt Peak            | Spacewatch              |
| 358875 | 2008 FR126             | 29 de març de 2008     | Kitt Peak            | Spacewatch              |
| 358876 | 2008 FU126             | 30 de març de 2008     | Kitt Peak            | Spacewatch              |
| 358877 | 2008 FB127             | 28 de març de 2008     | Kitt Peak            | Spacewatch              |
| 358878 | 2008 FW127             | 6 d'octubre de 2000    | Kitt Peak            | Spacewatch              |
| 358879 | 2008 FW133             | 28 de març de 2008     | Mount Lemmon         | Mt. Lemmon Survey       |
| 358880 | 2008 FK137             | 30 de març de 2008     | Kitt Peak            | Spacewatch              |
| 358881 | 2008 GK4               | 8 d'abril de 2008      | Mayhill              | A. Lowe                 |
| 358882 | 2008 GL11              | 1 d'abril de 2008      | Kitt Peak            | Spacewatch              |
| 358883 | 2008 GO17              | 4 d'abril de 2008      | Kitt Peak            | Spacewatch              |
| 358884 | 2008 GJ19              | 4 d'abril de 2008      | Mount Lemmon         | Mt. Lemmon Survey       |
| 358885 | 2008 GK21              | 30 d'octubre de 2005   | Kitt Peak            | Spacewatch              |
| 358886 | 2008 GX25              | 1 d'abril de 2008      | Mount Lemmon         | Mt. Lemmon Survey       |
| 358887 | 2008 GB28              | 3 d'abril de 2008      | Kitt Peak            | Spacewatch              |
| 358888 | 2008 GE33              | 3 d'abril de 2008      | Mount Lemmon         | Mt. Lemmon Survey       |
| 358889 | 2008 GL36              | 3 d'abril de 2008      | Kitt Peak            | Spacewatch              |
| 358890 | 2008 GL37              | 3 d'abril de 2008      | Kitt Peak            | Spacewatch              |
| 358891 | 2008 GT38              | 3 d'abril de 2008      | Mount Lemmon         | Mt. Lemmon Survey       |
| 358892 | 2008 GA41              | 4 d'abril de 2008      | Kitt Peak            | Spacewatch              |
| 358893 | 2008 GL41              | 4 d'abril de 2008      | Kitt Peak            | Spacewatch              |
| 358894 | 2008 GD44              | 12 de març de 2008     | La Silla             | O. Vaduvescu, M. Birlan |
| 358895 | 2008 GN46              | 4 d'abril de 2008      | Kitt Peak            | Spacewatch              |
| 358896 | 2008 GD47              | 6 de març de 2008      | Mount Lemmon         | Mt. Lemmon Survey       |
| 358897 | 2008 GA50              | 5 d'abril de 2008      | Kitt Peak            | Spacewatch              |
| 358898 | 2008 GC50              | 5 d'abril de 2008      | Kitt Peak            | Spacewatch              |
| 358899 | 2008 GM52              | 10 de març de 2008     | Kitt Peak            | Spacewatch              |
| 358900 | 2008 GY56              | 5 d'abril de 2008      | Mount Lemmon         | Mt. Lemmon Survey       |

## 358901-359000
| Nom    | Designació provisional | Data de descobriment   | Lloc de descobriment | Descobridor/s        |
| ------ | ---------------------- | ---------------------- | -------------------- | -------------------- |
| 358901 | 2008 GZ62              | 12 de març de 2008     | Kitt Peak            | Spacewatch           |
| 358902 | 2008 GR80              | 10 de març de 2008     | Mount Lemmon         | Mt. Lemmon Survey    |
| 358903 | 2008 GG88              | 4 de març de 2008      | Mount Lemmon         | Mt. Lemmon Survey    |
| 358904 | 2008 GJ89              | 6 d'abril de 2008      | Kitt Peak            | Spacewatch           |
| 358905 | 2008 GW93              | 13 de desembre de 2006 | Mount Lemmon         | Mt. Lemmon Survey    |
| 358906 | 2008 GQ94              | 7 d'abril de 2008      | Mount Lemmon         | Mt. Lemmon Survey    |
| 358907 | 2008 GH96              | 8 d'abril de 2008      | Kitt Peak            | Spacewatch           |
| 358908 | 2008 GG100             | 9 d'abril de 2008      | Kitt Peak            | Spacewatch           |
| 358909 | 2008 GT100             | 9 d'abril de 2008      | Kitt Peak            | Spacewatch           |
| 358910 | 2008 GD103             | 10 d'abril de 2008     | Kitt Peak            | Spacewatch           |
| 358911 | 2008 GZ114             | 11 d'abril de 2008     | Kitt Peak            | Spacewatch           |
| 358912 | 2008 GR122             | 13 d'abril de 2008     | Kitt Peak            | Spacewatch           |
| 358913 | 2008 GB128             | 13 d'abril de 2008     | Modra                | S. Gajdos, J. Vilagi |
| 358914 | 2008 GT128             | 15 d'abril de 2008     | Catalina             | CSS                  |
| 358915 | 2008 GT129             | 4 d'abril de 2008      | Mount Lemmon         | Mt. Lemmon Survey    |
| 358916 | 2008 GX130             | 7 d'abril de 2008      | Kitt Peak            | Spacewatch           |
| 358917 | 2008 GH131             | 9 d'abril de 2008      | Kitt Peak            | Spacewatch           |
| 358918 | 2008 GQ139             | 6 d'abril de 2008      | Kitt Peak            | Spacewatch           |
| 358919 | 2008 HK1               | 6 d'abril de 2008      | Mount Lemmon         | Mt. Lemmon Survey    |
| 358920 | 2008 HD8               | 3 d'abril de 2008      | Mount Lemmon         | Mt. Lemmon Survey    |
| 358921 | 2008 HU9               | 24 d'abril de 2008     | Mount Lemmon         | Mt. Lemmon Survey    |
| 358922 | 2008 HT10              | 24 d'abril de 2008     | Kitt Peak            | Spacewatch           |
| 358923 | 2008 HA12              | 21 de febrer de 2002   | Kitt Peak            | Spacewatch           |
| 358924 | 2008 HR15              | 25 d'abril de 2008     | Kitt Peak            | Spacewatch           |
| 358925 | 2008 HJ16              | 25 d'abril de 2008     | Kitt Peak            | Spacewatch           |
| 358926 | 2008 HV17              | 26 d'abril de 2008     | Kitt Peak            | Spacewatch           |
| 358927 | 2008 HR25              | 14 d'abril de 2008     | Mount Lemmon         | Mt. Lemmon Survey    |
| 358928 | 2008 HV33              | 26 d'abril de 2008     | Kitt Peak            | Spacewatch           |
| 358929 | 2008 HX34              | 27 d'abril de 2008     | Kitt Peak            | Spacewatch           |
| 358930 | 2008 HW36              | 30 d'abril de 2008     | Kitt Peak            | Spacewatch           |
| 358931 | 2008 HM43              | 27 d'abril de 2008     | Mount Lemmon         | Mt. Lemmon Survey    |
| 358932 | 2008 HL46              | 28 d'abril de 2008     | Kitt Peak            | Spacewatch           |
| 358933 | 2008 HD50              | 29 d'abril de 2008     | Kitt Peak            | Spacewatch           |
| 358934 | 2008 HJ53              | 29 d'abril de 2008     | Kitt Peak            | Spacewatch           |
| 358935 | 2008 HO53              | 29 d'abril de 2008     | Kitt Peak            | Spacewatch           |
| 358936 | 2008 HB56              | 29 d'abril de 2008     | Kitt Peak            | Spacewatch           |
| 358937 | 2008 HT60              | 29 d'abril de 2008     | Mount Lemmon         | Mt. Lemmon Survey    |
| 358938 | 2008 HL61              | 30 d'abril de 2008     | Mount Lemmon         | Mt. Lemmon Survey    |
| 358939 | 2008 HS62              | 26 d'abril de 2008     | Catalina             | CSS                  |
| 358940 | 2008 JS3               | 1 de maig de 2008      | Kitt Peak            | Spacewatch           |
| 358941 | 2008 JH6               | 2 de maig de 2008      | Kitt Peak            | Spacewatch           |
| 358942 | 2008 JM6               | 2 de maig de 2008      | Kitt Peak            | Spacewatch           |
| 358943 | 2008 JS9               | 3 de maig de 2008      | Kitt Peak            | Spacewatch           |
| 358944 | 2008 JR22              | 7 de maig de 2008      | Kitt Peak            | Spacewatch           |
| 358945 | 2008 JN25              | 6 de maig de 2008      | Kitt Peak            | Spacewatch           |
| 358946 | 2008 JY26              | 7 de maig de 2008      | Kitt Peak            | Spacewatch           |
| 358947 | 2008 JS27              | 8 de maig de 2008      | Kitt Peak            | Spacewatch           |
| 358948 | 2008 JA29              | 11 de maig de 2008     | Mount Lemmon         | Mt. Lemmon Survey    |
| 358949 | 2008 JD29              | 11 de maig de 2008     | Catalina             | CSS                  |
| 358950 | 2008 JD31              | 5 de maig de 2008      | Catalina             | CSS                  |
| 358951 | 2008 KJ3               | 27 de maig de 2008     | Kitt Peak            | Spacewatch           |
| 358952 | 2008 KR7               | 27 de maig de 2008     | Mount Lemmon         | Mt. Lemmon Survey    |
| 358953 | 2008 KE8               | 27 de maig de 2008     | Kitt Peak            | Spacewatch           |
| 358954 | 2008 KE9               | 3 de maig de 2008      | Kitt Peak            | Spacewatch           |
| 358955 | 2008 KS26              | 29 de maig de 2008     | Kitt Peak            | Spacewatch           |
| 358956 | 2008 KJ28              | 28 de març de 2008     | Kitt Peak            | Spacewatch           |
| 358957 | 2008 KL36              | 29 de maig de 2008     | Mount Lemmon         | Mt. Lemmon Survey    |
| 358958 | 2008 KP36              | 29 de maig de 2008     | Kitt Peak            | Spacewatch           |
| 358959 | 2008 KF42              | 31 de maig de 2008     | Kitt Peak            | Spacewatch           |
| 358960 | 2008 LS1               | 2 de juny de 2008      | Mount Lemmon         | Mt. Lemmon Survey    |
| 358961 | 2008 LQ14              | 8 de juny de 2008      | Kitt Peak            | Spacewatch           |
| 358962 | 2008 LA16              | 20 de febrer de 2002   | Kitt Peak            | Spacewatch           |
| 358963 | 2008 NA1               | 2 de juliol de 2008    | La Sagra             | La Sagra             |
| 358964 | 2008 QD14              | 21 d'agost de 2008     | Kitt Peak            | Spacewatch           |
| 358965 | 2008 RU9               | 3 de setembre de 2008  | Kitt Peak            | Spacewatch           |
| 358966 | 2008 RY16              | 4 de setembre de 2008  | Kitt Peak            | Spacewatch           |
| 358967 | 2008 RE26              | 8 de setembre de 2008  | Dauban               | F. Kugel             |
| 358968 | 2008 RM94              | 6 de setembre de 2008  | Kitt Peak            | Spacewatch           |
| 358969 | 2008 RA98              | 7 de setembre de 2008  | Mount Lemmon         | Mt. Lemmon Survey    |
| 358970 | 2008 RD101             | 6 de setembre de 2008  | Mount Lemmon         | Mt. Lemmon Survey    |
| 358971 | 2008 RQ112             | 5 de setembre de 2008  | Kitt Peak            | Spacewatch           |
| 358972 | 2008 RY126             | 5 de setembre de 2008  | Kitt Peak            | Spacewatch           |
| 358973 | 2008 RS146             | 6 de setembre de 2008  | Mount Lemmon         | Mt. Lemmon Survey    |
| 358974 | 2008 SN7               | 23 de setembre de 2008 | Goodricke-Pigott     | R. A. Tucker         |
| 358975 | 2008 SY16              | 19 de setembre de 2008 | Kitt Peak            | Spacewatch           |
| 358976 | 2008 SZ38              | 20 de setembre de 2008 | Kitt Peak            | Spacewatch           |
| 358977 | 2008 SA77              | 23 de setembre de 2008 | Mount Lemmon         | Mt. Lemmon Survey    |
| 358978 | 2008 SO83              | 27 de setembre de 2008 | Altschwendt          | W. Ries              |
| 358979 | 2008 SK88              | 20 de setembre de 2008 | Mount Lemmon         | Mt. Lemmon Survey    |
| 358980 | 2008 SX109             | 22 de setembre de 2008 | Kitt Peak            | Spacewatch           |
| 358981 | 2008 SK113             | 8 de setembre de 2008  | Kitt Peak            | Spacewatch           |
| 358982 | 2008 SO118             | 22 de setembre de 2008 | Mount Lemmon         | Mt. Lemmon Survey    |
| 358983 | 2008 SZ124             | 22 de setembre de 2008 | Mount Lemmon         | Mt. Lemmon Survey    |
| 358984 | 2008 SK127             | 22 de setembre de 2008 | Kitt Peak            | Spacewatch           |
| 358985 | 2008 SB140             | 24 de setembre de 2008 | Kitt Peak            | Spacewatch           |
| 358986 | 2008 SM155             | 23 de setembre de 2008 | Socorro              | LINEAR               |
| 358987 | 2008 SW165             | 3 de setembre de 2008  | Kitt Peak            | Spacewatch           |
| 358988 | 2008 SC216             | 29 de setembre de 2008 | Mount Lemmon         | Mt. Lemmon Survey    |
| 358989 | 2008 SG229             | 28 de setembre de 2008 | Mount Lemmon         | Mt. Lemmon Survey    |
| 358990 | 2008 SF255             | 23 de setembre de 2008 | Mount Lemmon         | Mt. Lemmon Survey    |
| 358991 | 2008 SS255             | 25 de setembre de 2008 | Kitt Peak            | Spacewatch           |
| 358992 | 2008 SG275             | 23 de setembre de 2008 | Kitt Peak            | Spacewatch           |
| 358993 | 2008 SQ275             | 23 de setembre de 2008 | Kitt Peak            | Spacewatch           |
| 358994 | 2008 SN279             | 22 de setembre de 2008 | Mount Lemmon         | Mt. Lemmon Survey    |
| 358995 | 2008 SW287             | 23 de setembre de 2008 | Kitt Peak            | Spacewatch           |
| 358996 | 2008 SN289             | 26 de setembre de 2008 | Kitt Peak            | Spacewatch           |
| 358997 | 2008 TQ3               | 3 d'octubre de 2008    | Socorro              | LINEAR               |
| 358998 | 2008 TH89              | 3 d'octubre de 2008    | Kitt Peak            | Spacewatch           |
| 358999 | 2008 TC94              | 5 d'octubre de 2008    | La Sagra             | La Sagra             |
| 359000 | 2008 TP108             | 6 d'octubre de 2008    | Mount Lemmon         | Mt. Lemmon Survey    |